# Oscar alla miglior attrice

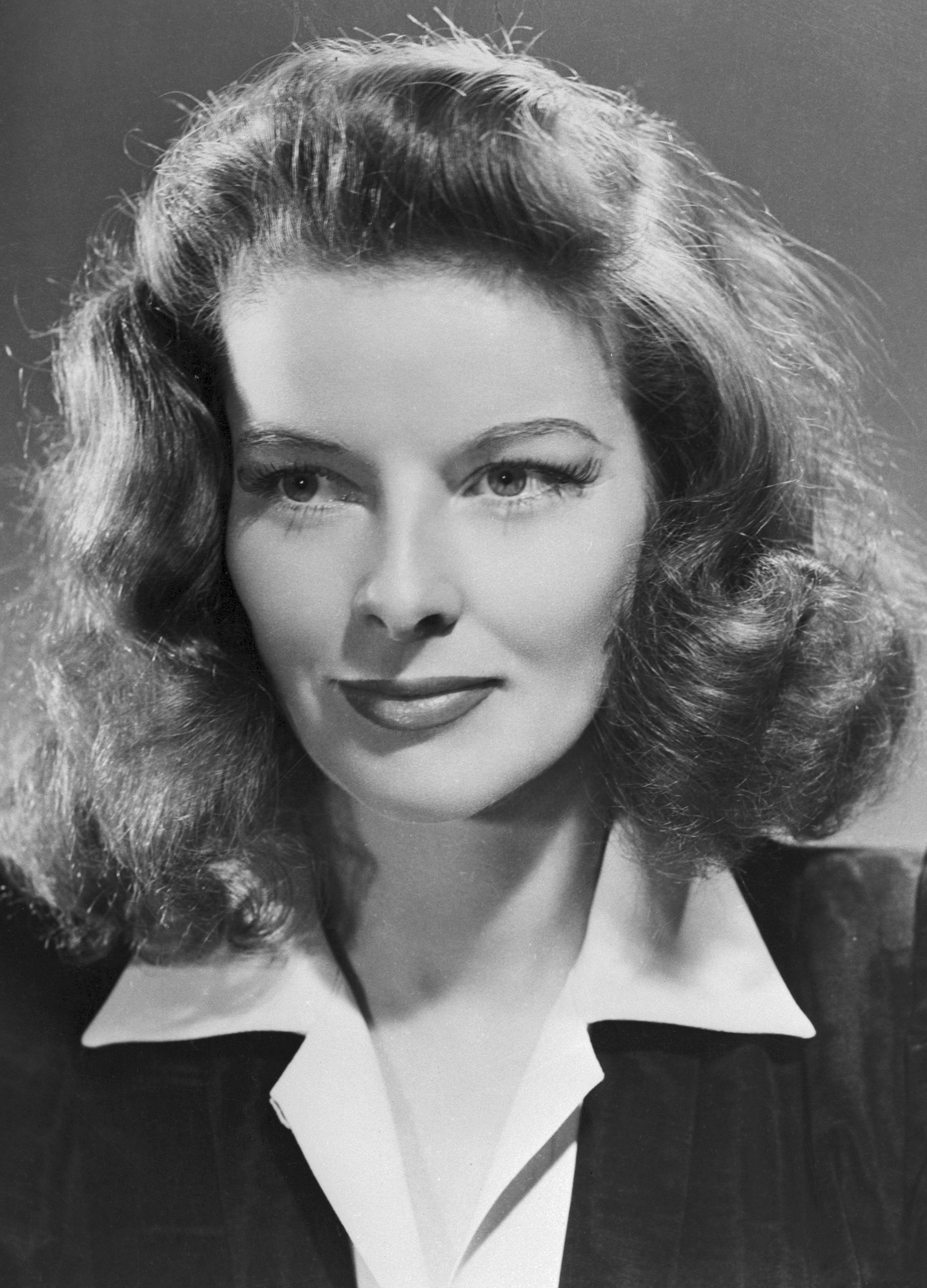
Katharine Hepburn, unica attrice ad essersi aggiudicata la statuetta per 4 volte: nel 1934 per La gloria del mattino, nel 1968 per Indovina chi viene a cena?, nel 1969 per Il leone d'inverno e nel 1982 per Sul lago dorato.

L'Oscar alla migliore attrice protagonista (Academy Award for Best Actress In A Leading Role) viene assegnato all'attrice votata come migliore dall'Academy of Motion Picture Arts and Sciences, cioè l'ente che assegna gli Academy Awards, i celebri premi conosciuti in Italia come premi Oscar.

## Vincitrici e candidate
L'elenco mostra la vincitrice di ogni anno, seguita dalle attrici che hanno ricevuto una candidatura. Per ogni attrice viene indicato il titolo del film che le ha valso la nomination. Gli anni indicati sono quelli in cui è stato assegnato il premio. Nel 1930 si sono svolte due diverse edizioni del premio, una ad aprile ed una a novembre, mentre nel 1933 non è stato assegnato alcun premio. Per maggiori informazioni si veda la voce Cerimonie dei premi Oscar.

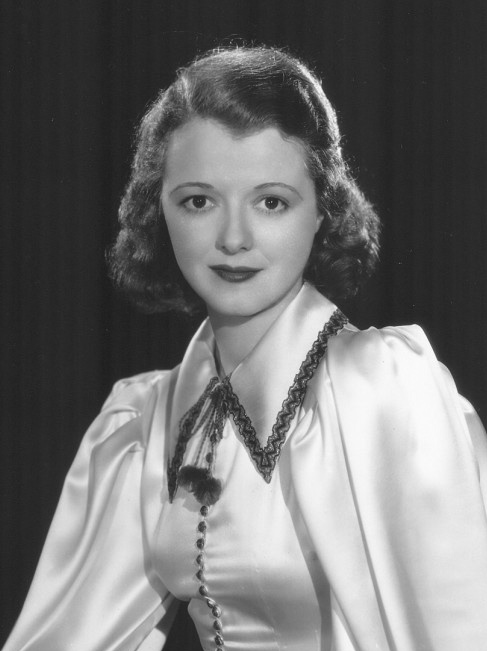
Janet Gaynor, vincitrice nel 1929.

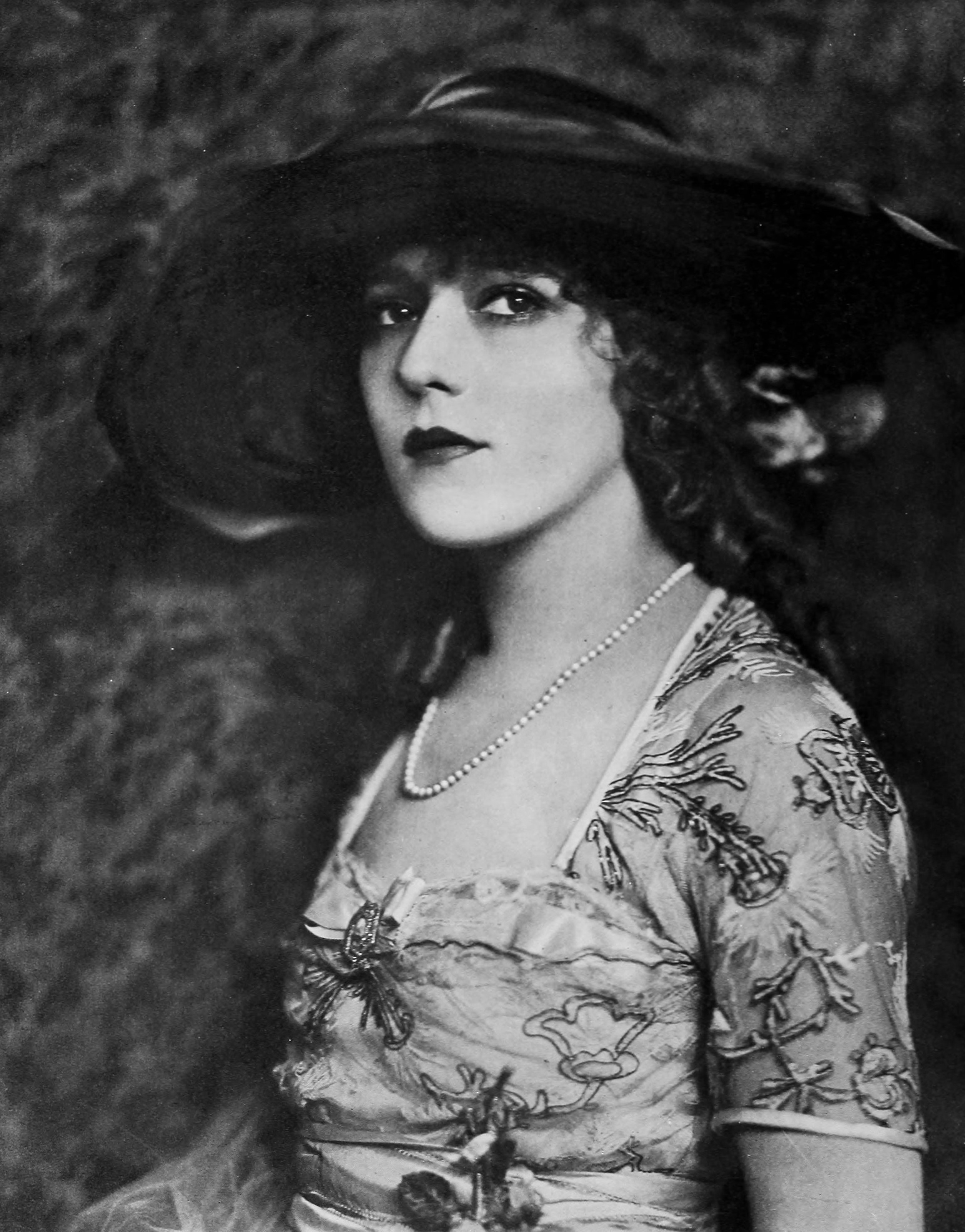
Mary Pickford, vincitrice nel 1930.

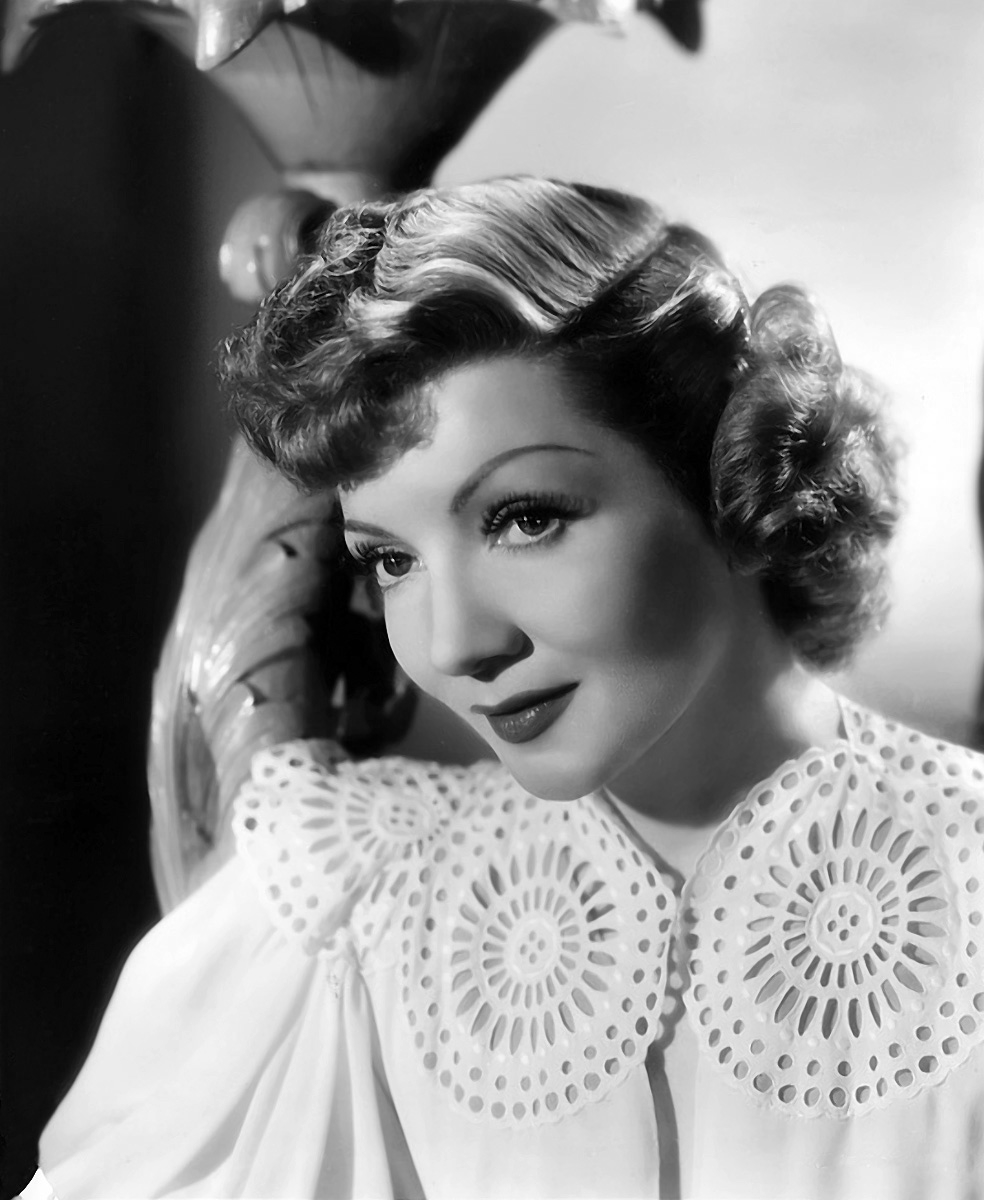
Claudette Colbert, vincitrice nel 1935.

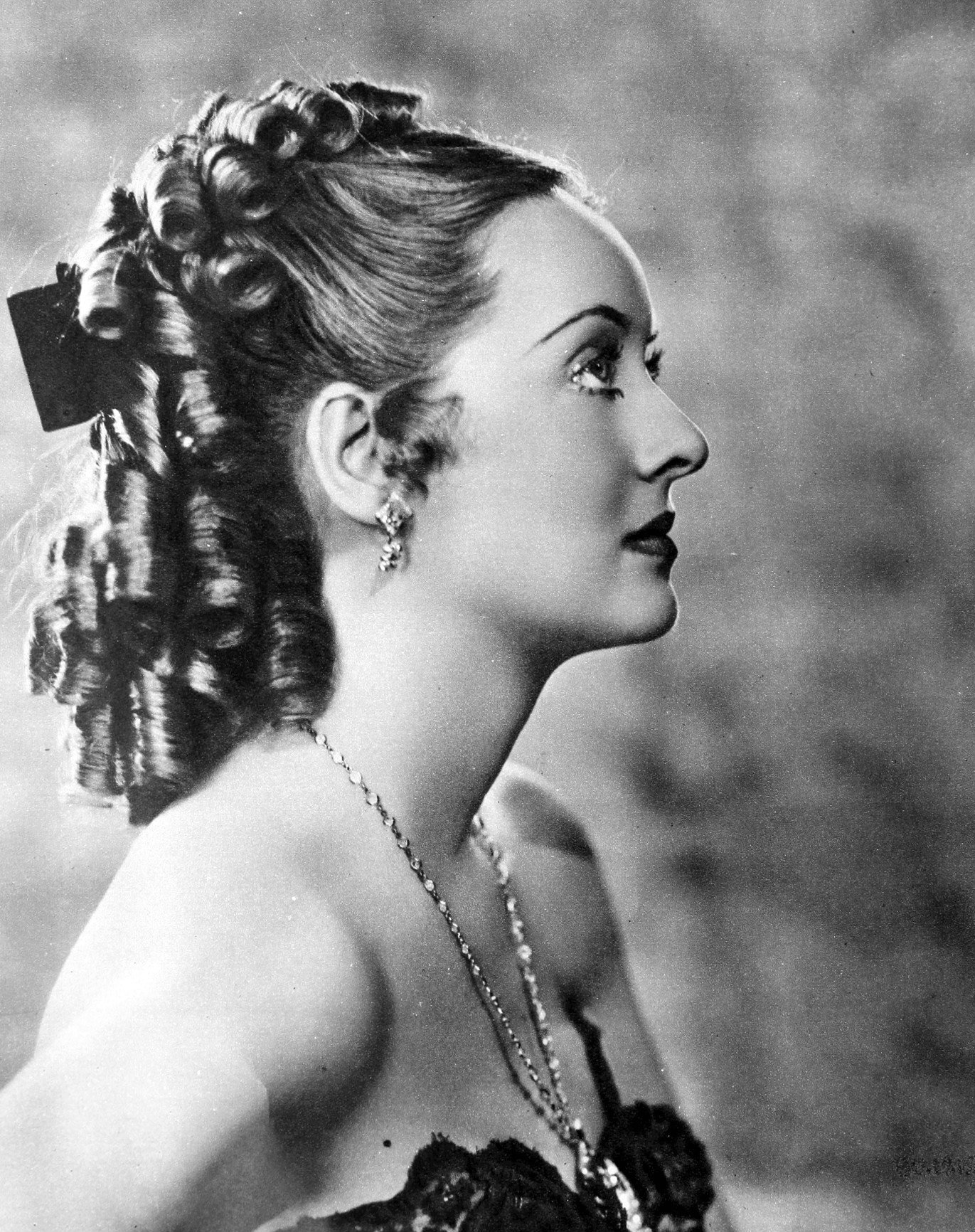
Bette Davis, vincitrice nel 1936 e nel 1939.

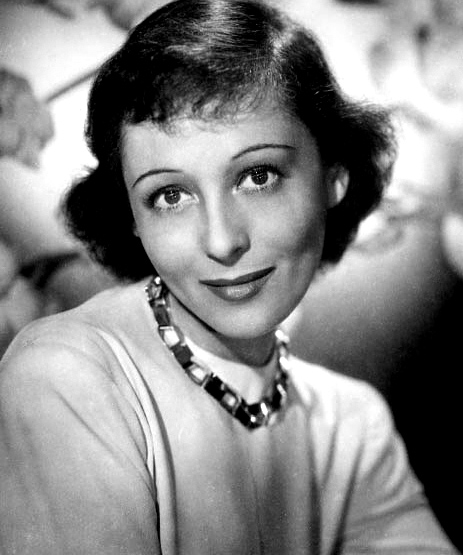
Luise Rainer, vincitrice nel 1937 e nel 1938.

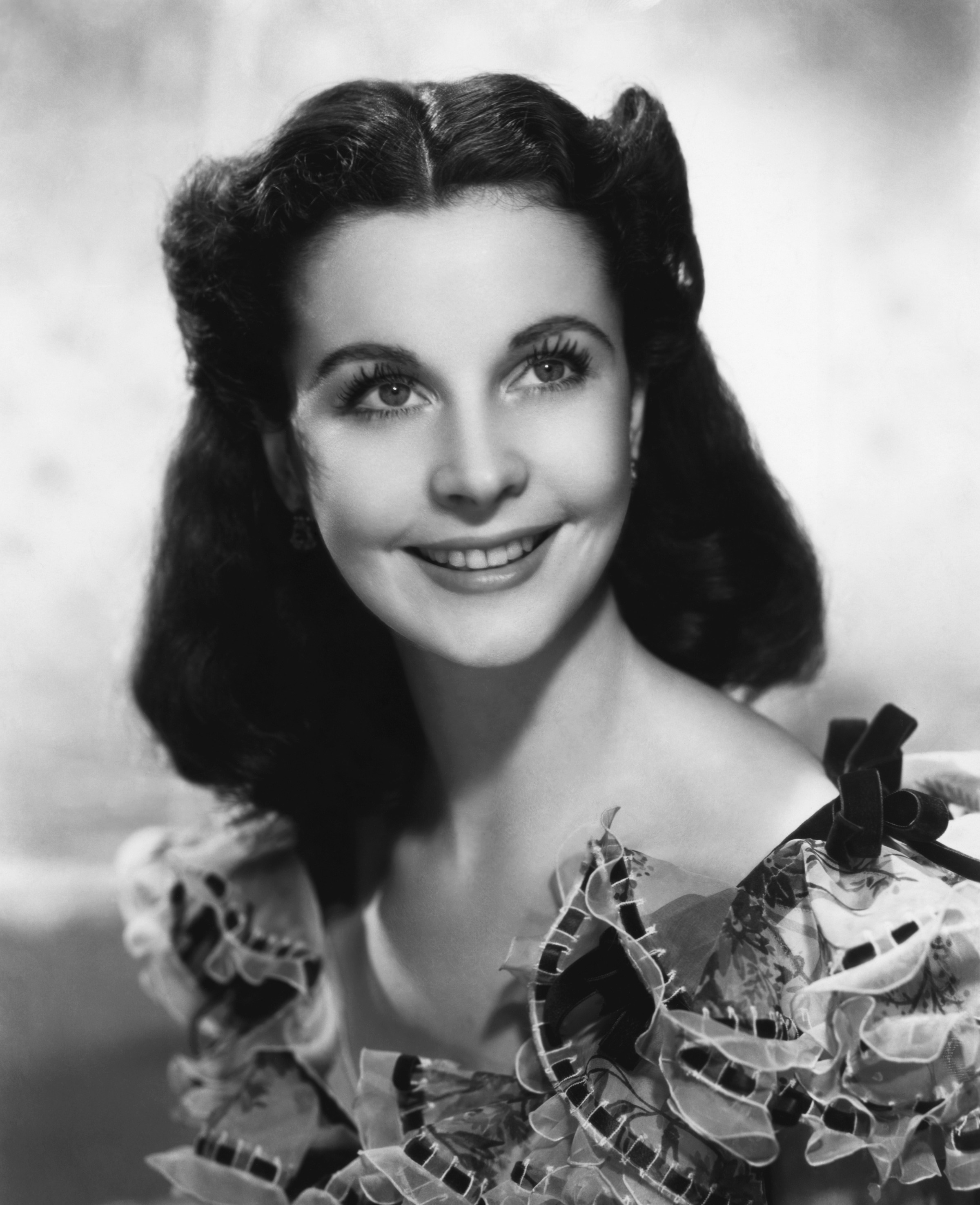
Vivien Leigh, vincitrice nel 1940 e nel 1952.

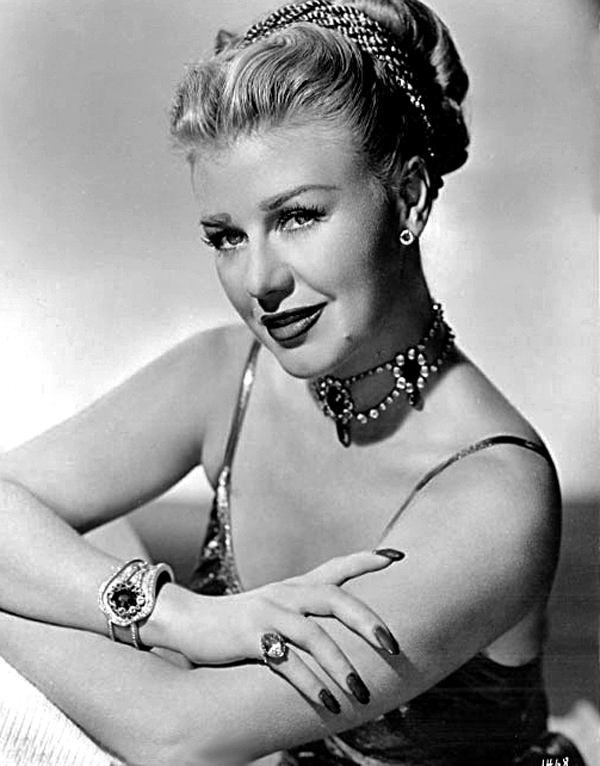
Ginger Rogers, vincitrice nel 1941.

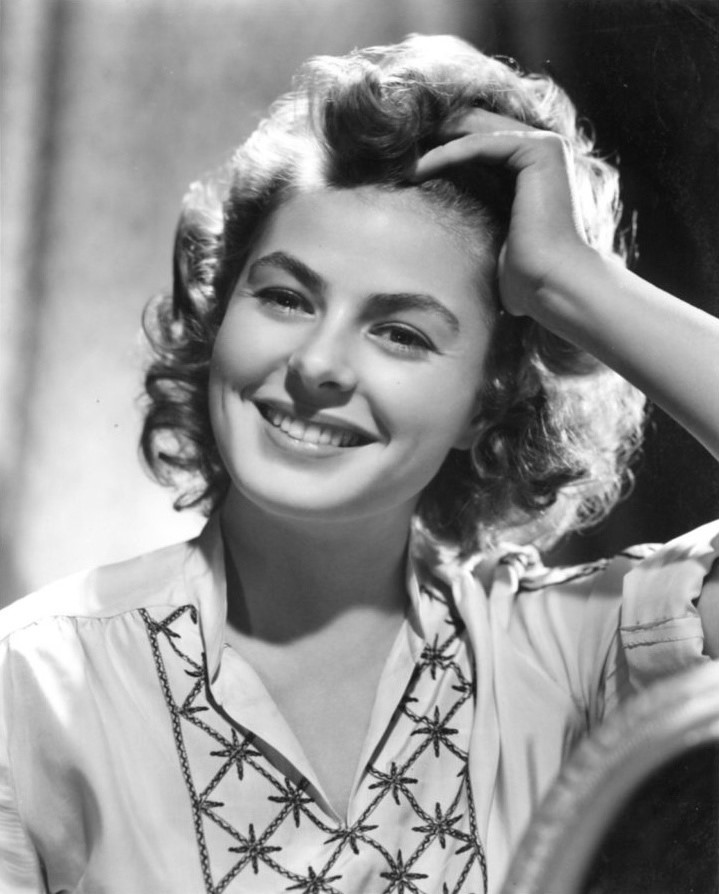
Ingrid Bergman, vincitrice nel 1945 e nel 1957.

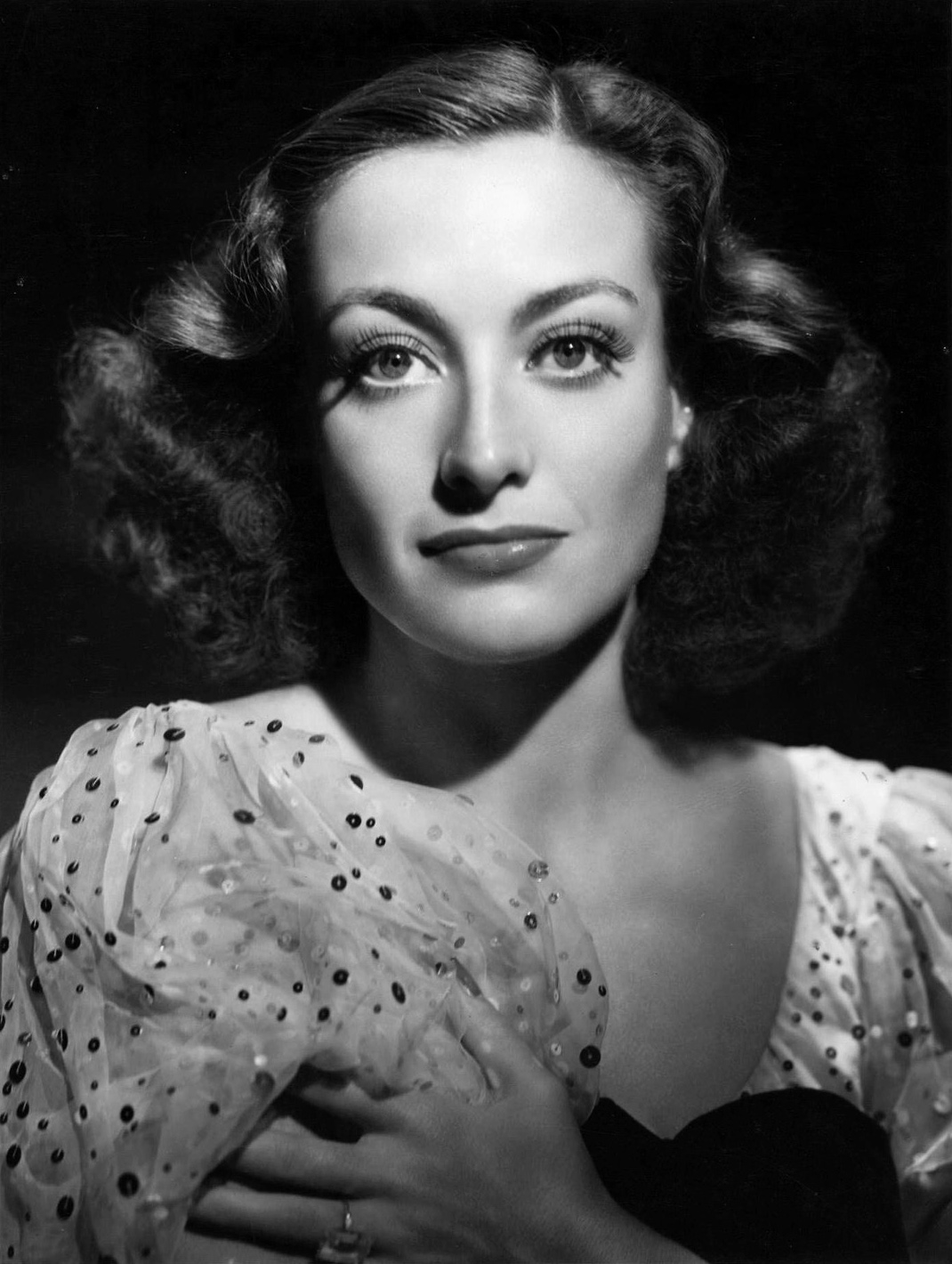
Joan Crawford, vincitrice nel 1946.

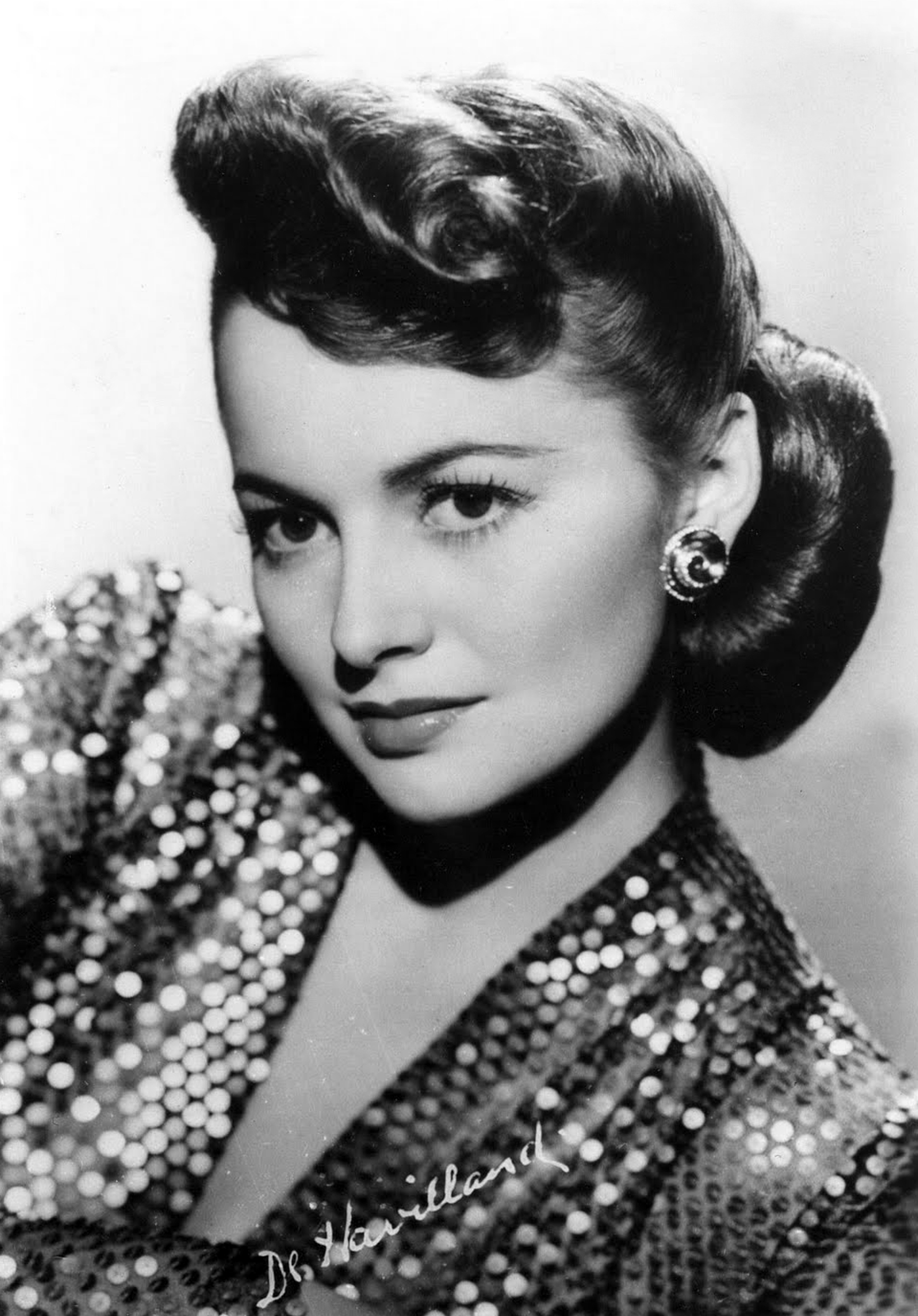
Olivia de Havilland, vincitrice nel 1947 e nel 1950.

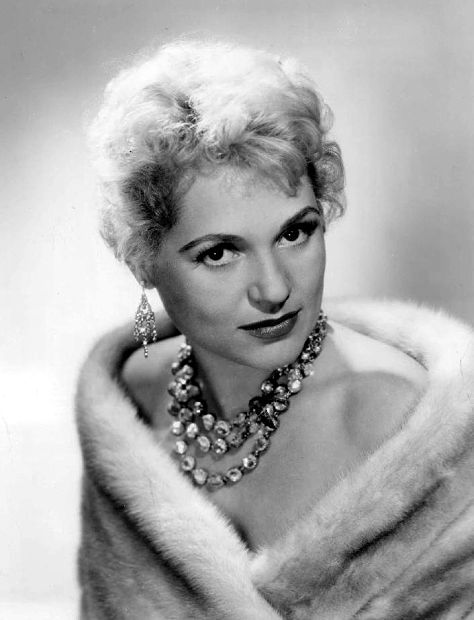
Judy Holliday, vincitrice nel 1951.

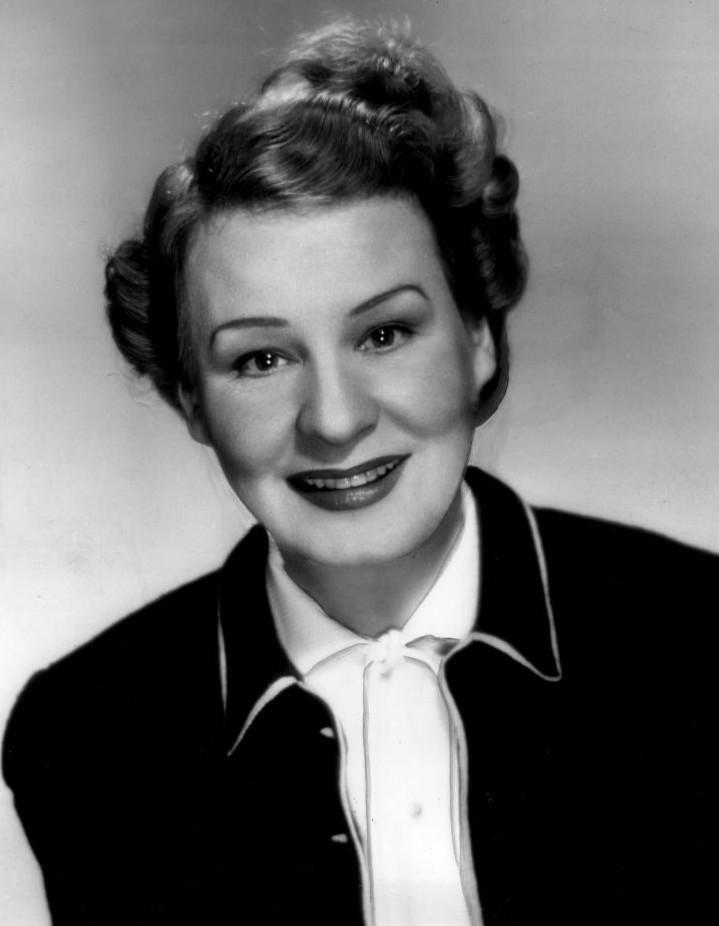
Shirley Booth, vincitrice nel 1953.

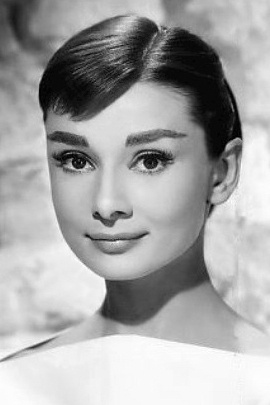
Audrey Hepburn, vincitrice nel 1954.

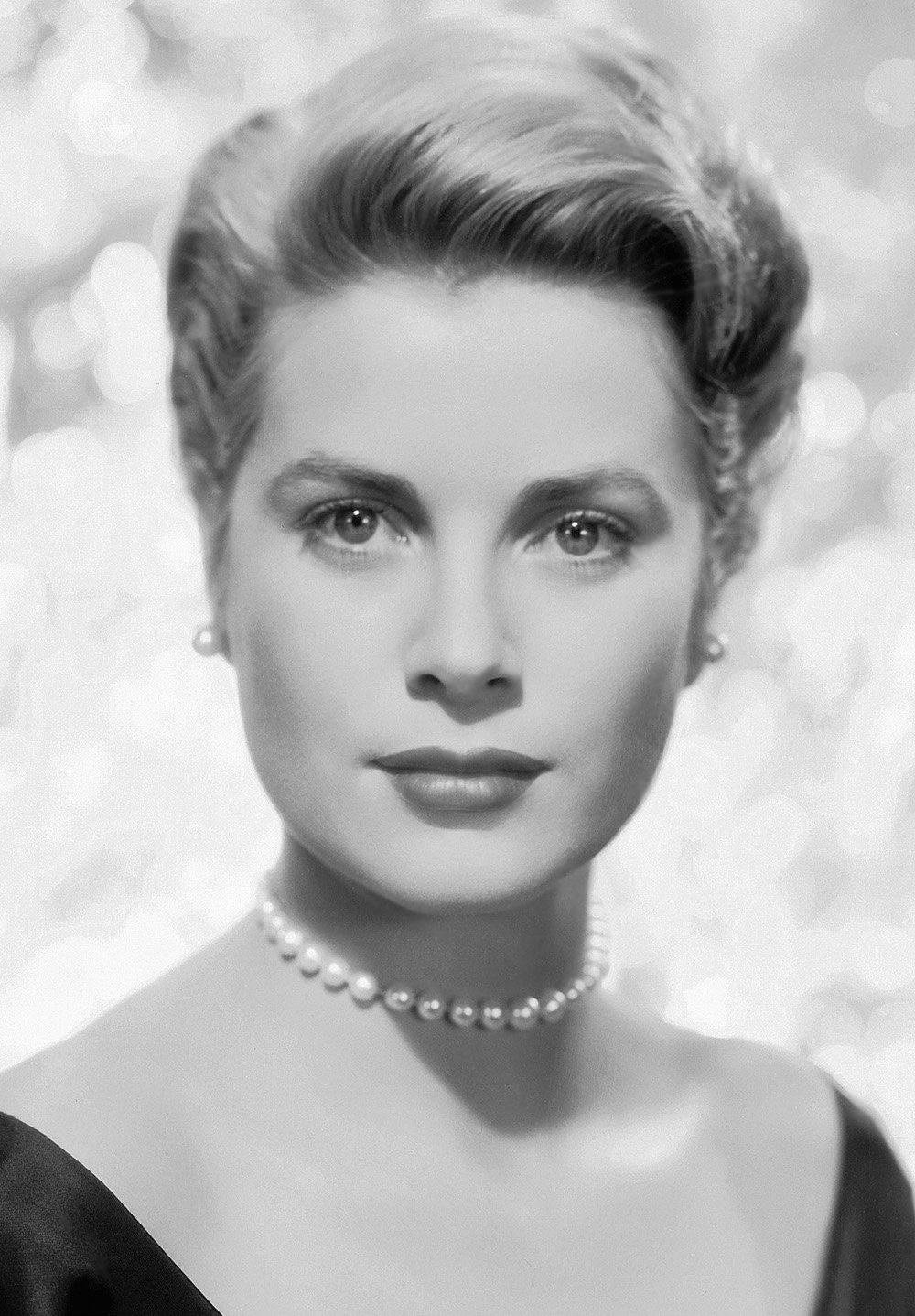
Grace Kelly, vincitrice nel 1955.

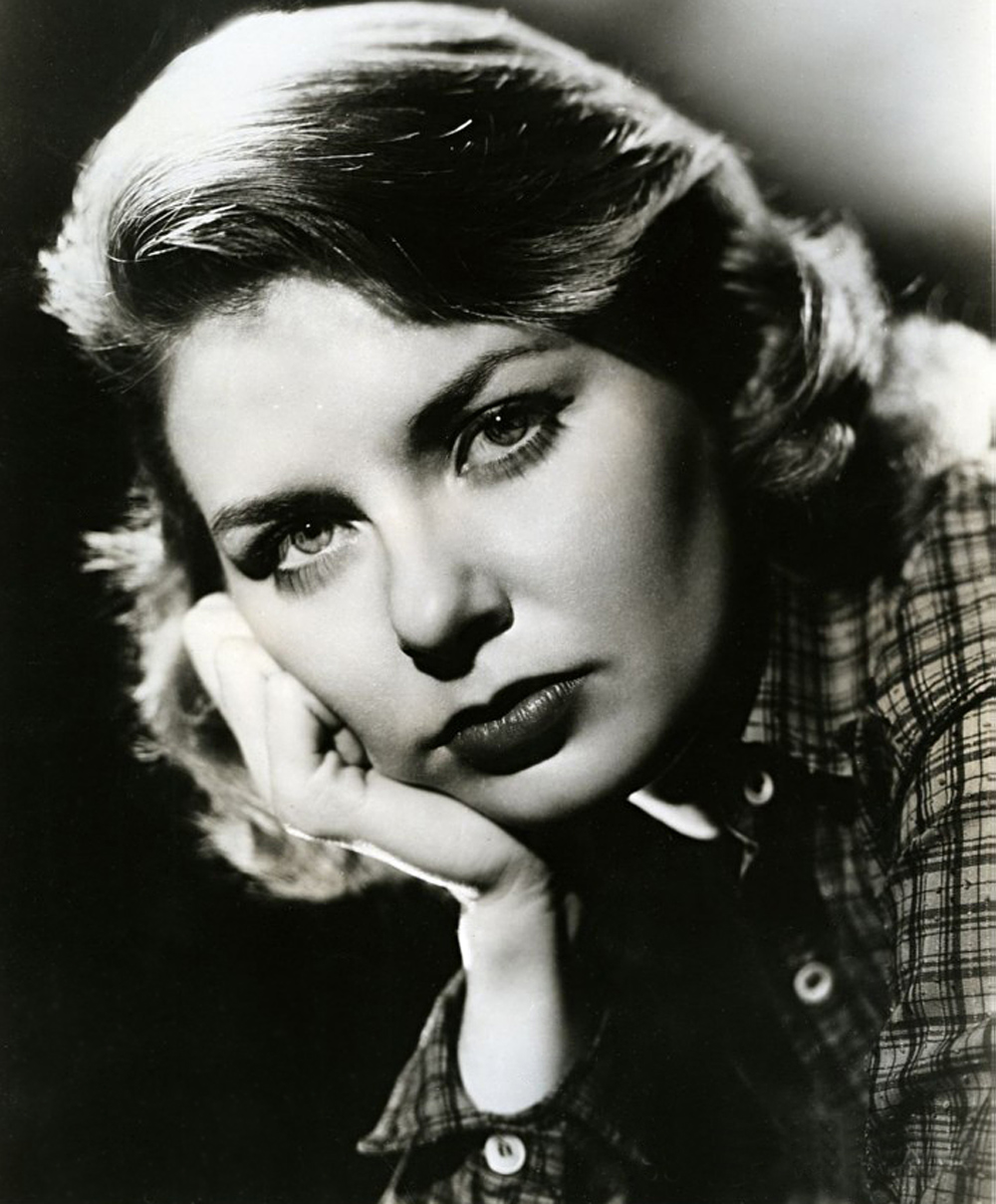
Joanne Woodward, vincitrice nel 1958.

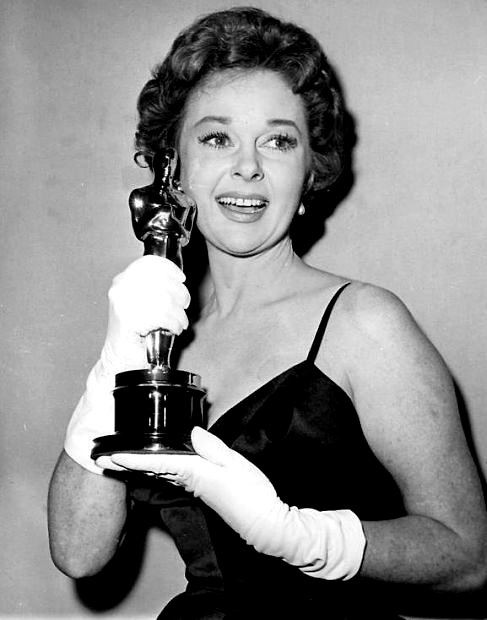
Susan Hayward, vincitrice nel 1959.

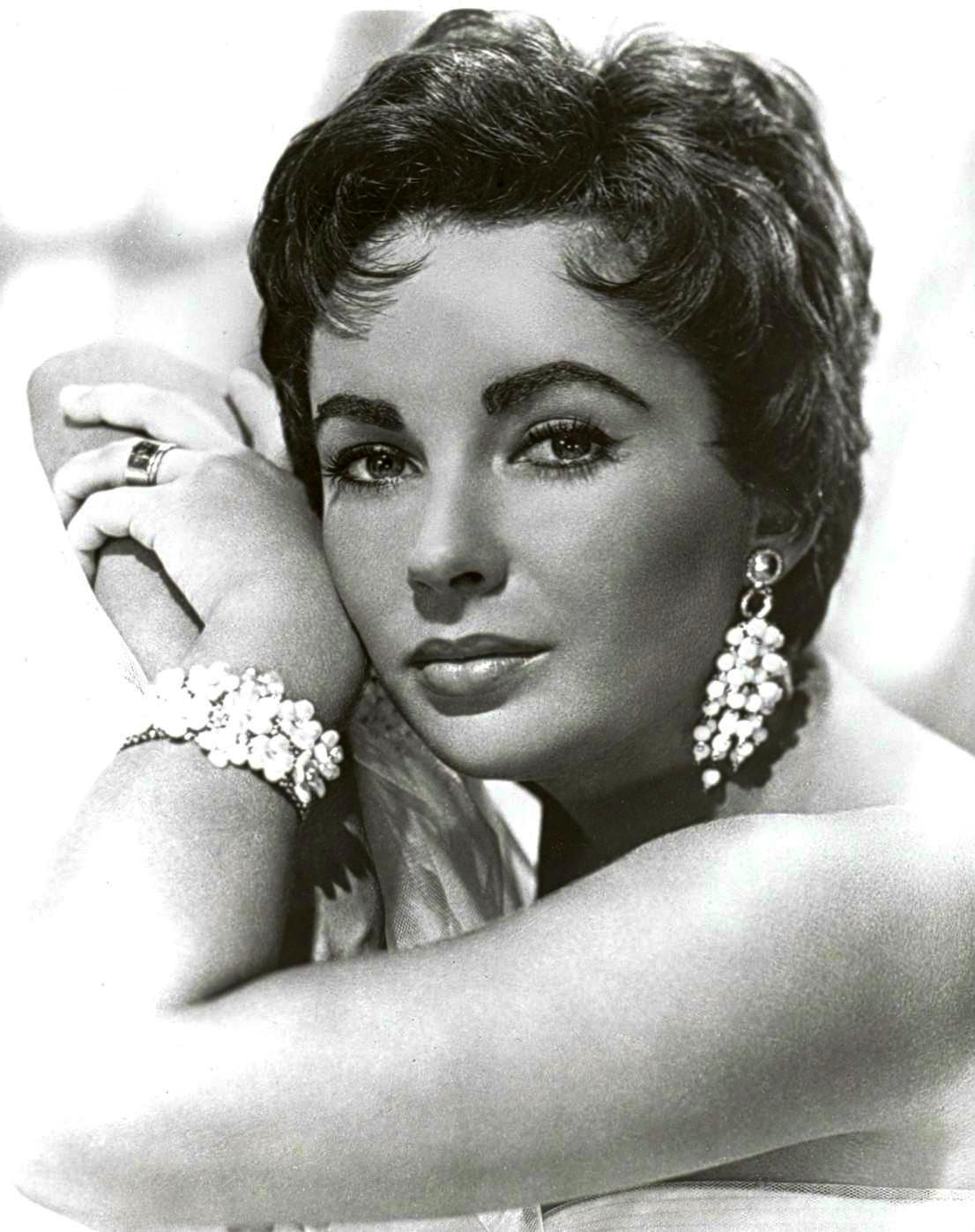
Elizabeth Taylor, vincitrice nel 1961 e nel 1967.

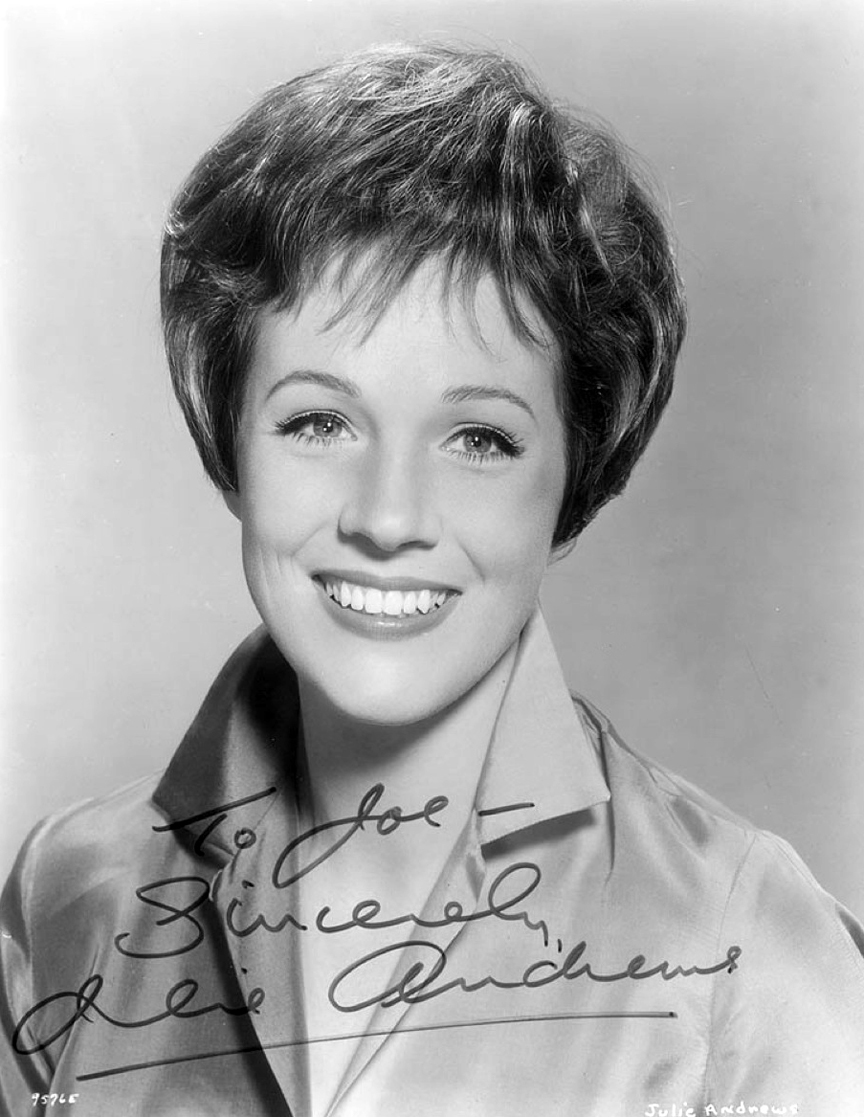
Julie Andrews, vincitrice nel 1965.

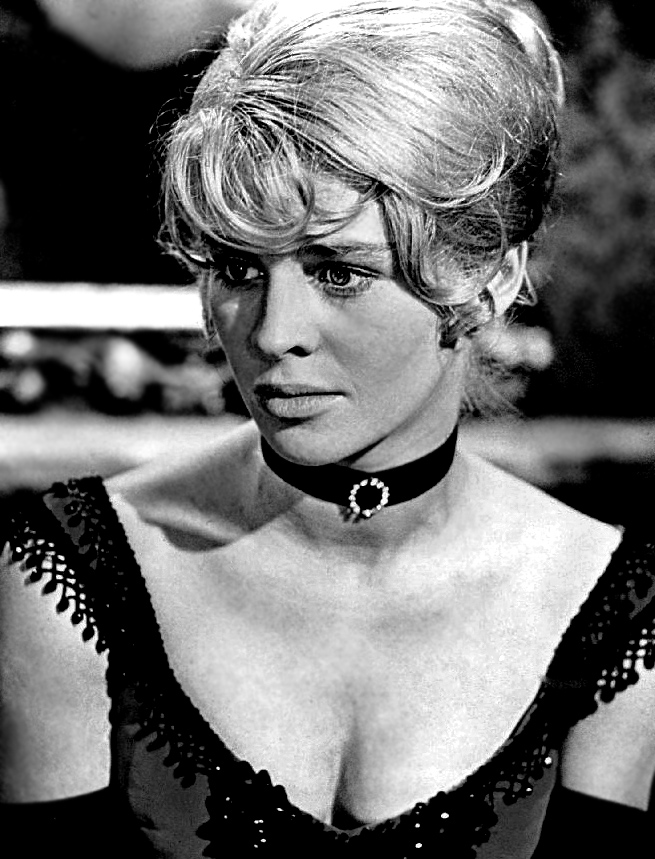
Julie Christie, vincitrice nel 1966.

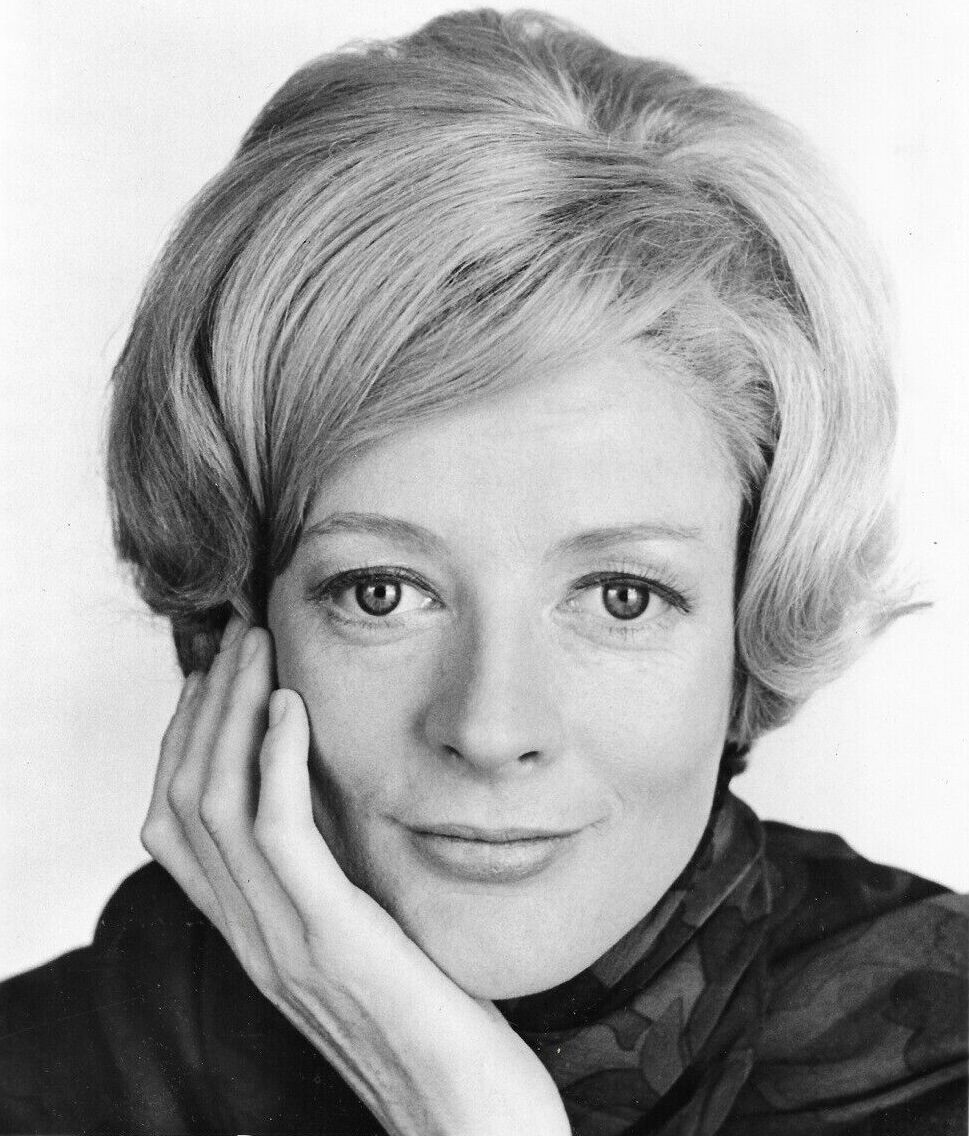
Maggie Smith, vincitrice nel 1970.

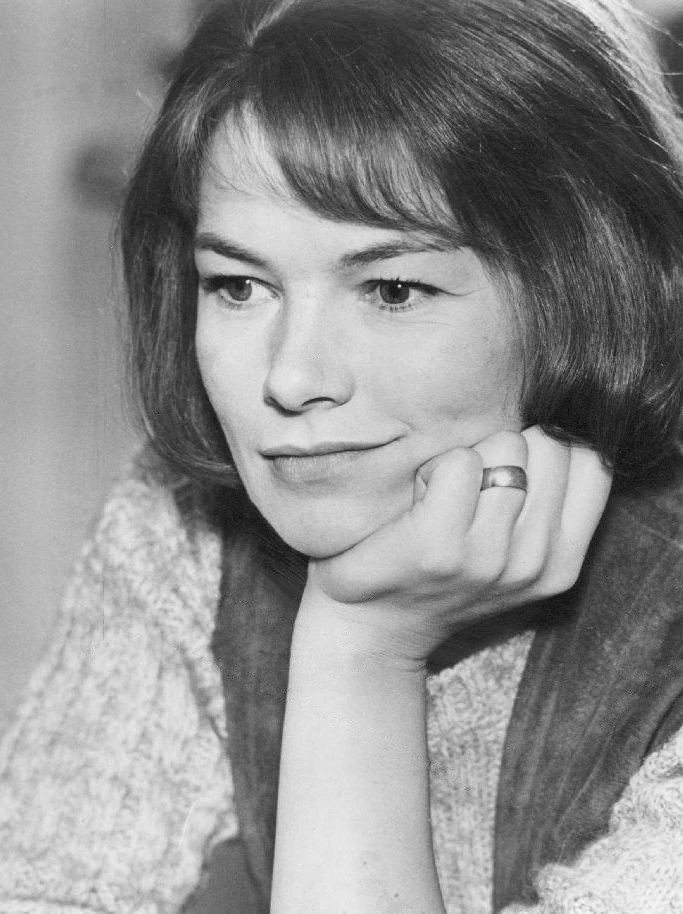
Glenda Jackson, vincitrice nel 1971 e nel 1974.

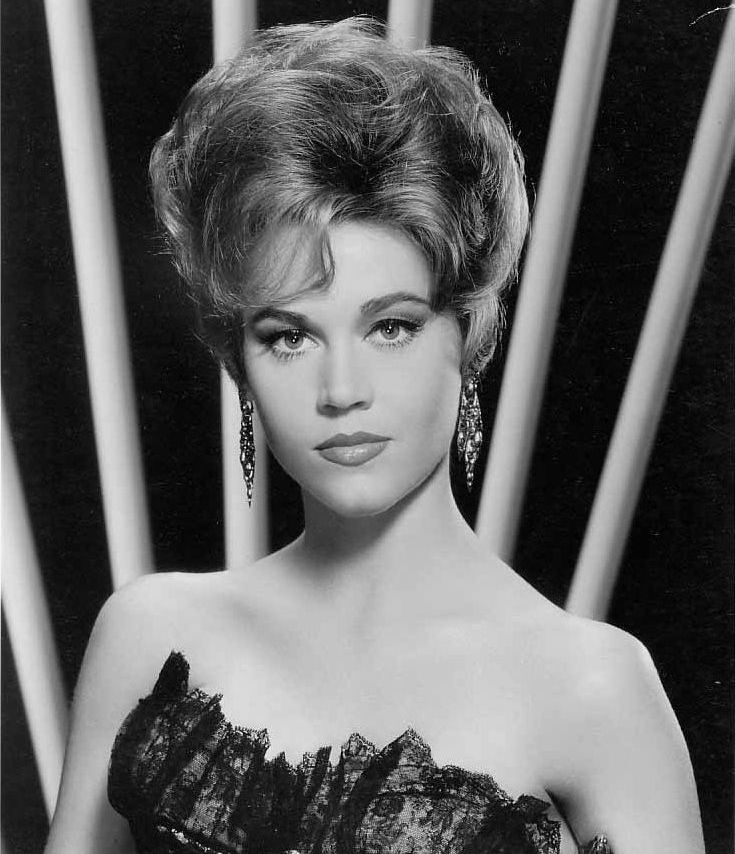
Jane Fonda, vincitrice nel 1972 e nel 1979.

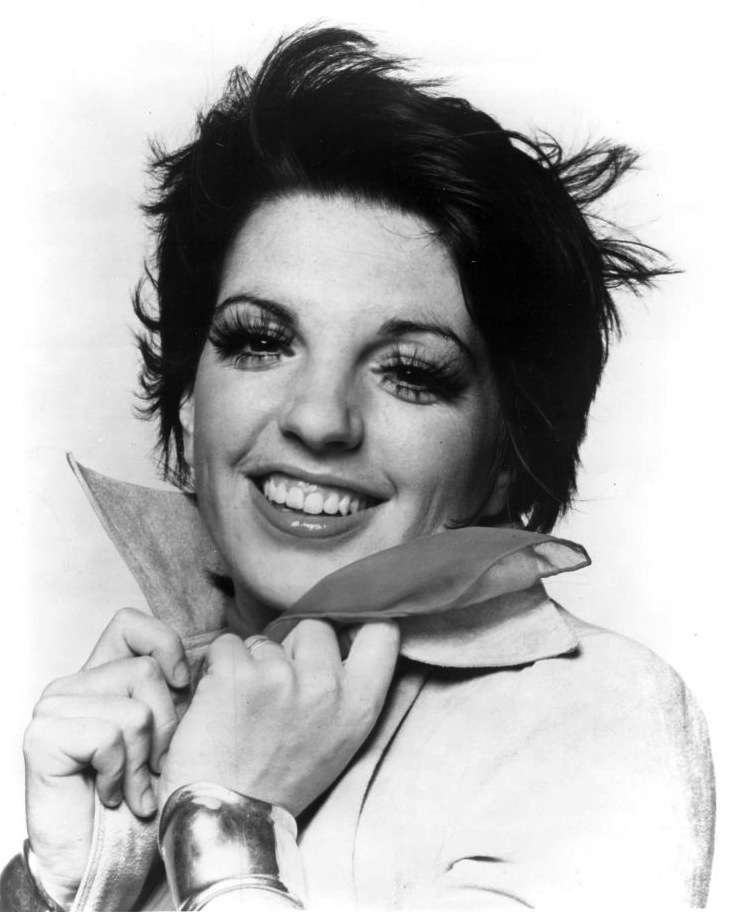
Liza Minnelli, vincitrice nel 1973.

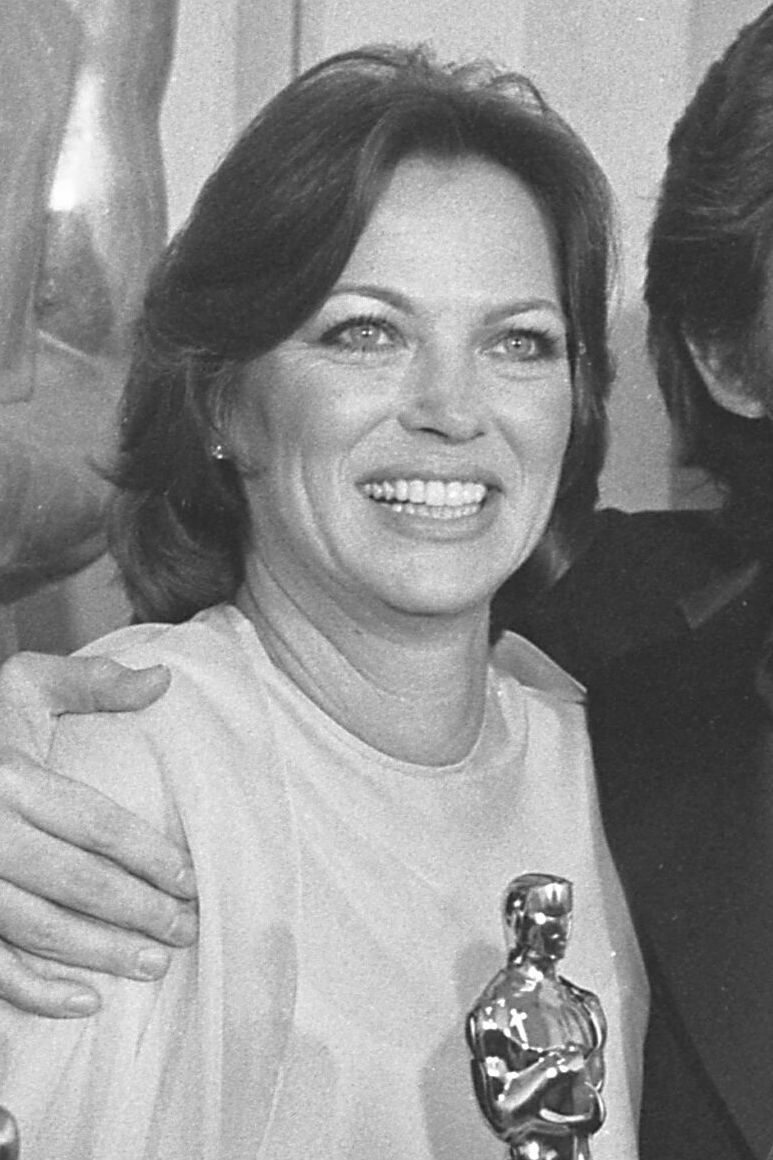
Louise Fletcher, vincitrice nel 1976.

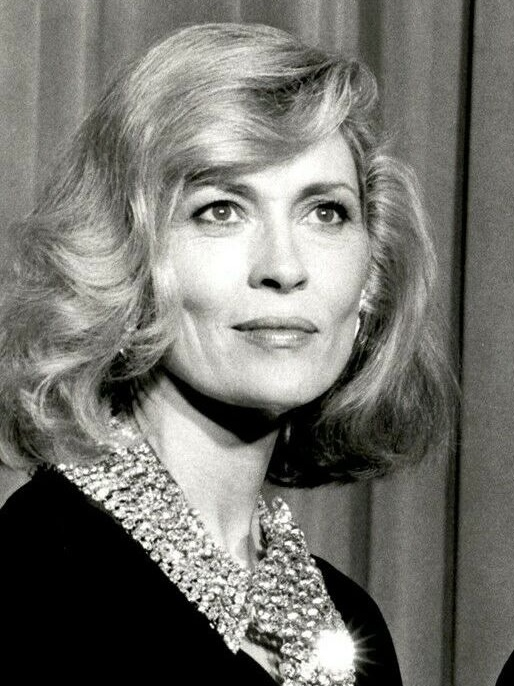
Faye Dunaway, vincitrice nel 1977.

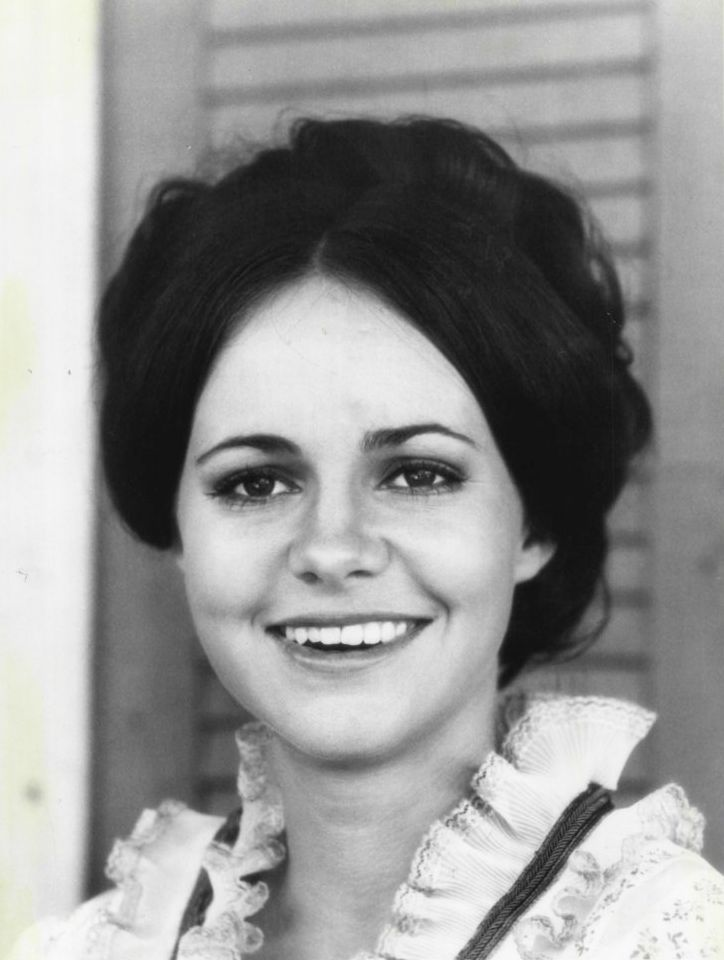
Sally Field, vincitrice nel 1980 e nel 1985.

### 1920
- 1929
  - Janet Gaynor - Aurora (Sunrise: A Song of Two Humans), L'angelo della strada (Street Angel) e Settimo cielo (Seventh Heaven)
  - Louise Dresser - A Ship Comes In
  - Gloria Swanson - Tristana e la maschera (Sadie Thompson)

### 1930
- 1930 (aprile)
  - Mary Pickford - Coquette
  - Ruth Chatterton - Madame X
  - Betty Compson - Il re della piazza (The Barker)
  - Jeanne Eagels - The Letter
  - Corinne Griffith - Trafalgar (The Divine Lady)
  - Bessie Love - La canzone di Broadway (The Broadway Melody)
- 1930 (novembre)
  - Norma Shearer - La divorziata (The Divorcee)
  - Nancy Carroll - The Devil's Holiday
  - Ruth Chatterton - Sarah and Son
  - Greta Garbo - Anna Christie e Romanzo
  - Norma Shearer - Ritorna il sole (Their Own Desire)
  - Gloria Swanson - L'intrusa (The Trespasser)
- 1931
  - Marie Dressler - Castigo (Min and Bill)
  - Marlene Dietrich - Marocco (Morocco)
  - Irene Dunne - I pionieri del West (Cimarron)
  - Ann Harding - Holiday
  - Norma Shearer - Io amo (A Free Soul)
- 1932
  - Helen Hayes - Il fallo di Madelon Claudet (The Sin of Madelon Claudet)
  - Marie Dressler - Ingratitudine (Emma)
  - Lynn Fontanne - The Guardsman
- 1934
  - Katharine Hepburn - La gloria del mattino (Morning Glory)
  - May Robson - Signora per un giorno (Lady for a Day)
  - Diana Wynyard - Cavalcata (Cavalcade)
- 1935
  - Claudette Colbert - Accadde una notte (It Happened One Night)
  - Bette Davis - Schiavo d'amore (Of Human Bondage)
  - Grace Moore - Una notte d'amore (One Night of Love)
  - Norma Shearer - La famiglia Barrett (The Barretts of Wimpole Street)
- 1936
  - Bette Davis - Paura d'amare (Dangerous)
  - Elisabeth Bergner - Non mi sfuggirai (Escape Me Never)
  - Claudette Colbert - Mondi privati (Private Worlds)
  - Katharine Hepburn - Primo amore (Alice Adams)
  - Miriam Hopkins - Becky Sharp
  - Merle Oberon - L'angelo delle tenebre (The Dark Angel)
- 1937
  - Luise Rainer - Il paradiso delle fanciulle (The Great Ziegfeld)
  - Irene Dunne - L'adorabile nemica (Theodora Goes Wild)
  - Gladys George - Valiant Is the Word for Carrie
  - Carole Lombard - L'impareggiabile Godfrey (My Man Godfrey)
  - Norma Shearer - Giulietta e Romeo (Romeo and Juliet)
- 1938
  - Luise Rainer - La buona terra (The Good Earth)
  - Irene Dunne - L'orribile verità (The Awful Truth)
  - Greta Garbo - Margherita Gauthier (Camille)
  - Janet Gaynor - È nata una stella (A Star Is Born)
  - Barbara Stanwyck - Amore sublime (Stella Dallas)
- 1939
  - Bette Davis - Figlia del vento (Jezebel)
  - Fay Bainter - Bandiere bianche (White Banners)
  - Wendy Hiller - Pigmalione (Pygmalion)
  - Norma Shearer - Maria Antonietta (Marie Antoinette)
  - Margaret Sullavan - Tre camerati (Three Comrades)

### 1940
- 1940
  - Vivien Leigh - Via col vento (Gone with the Wind)
  - Bette Davis - Tramonto (Dark Victory)
  - Irene Dunne - Un grande amore (Love Affair)
  - Greta Garbo - Ninotchka
  - Greer Garson - Addio, Mr. Chips! (Goodbye, Mr. Chips)
- 1941
  - Ginger Rogers - Kitty Foyle, ragazza innamorata (Kitty Foyle)
  - Bette Davis - Ombre malesi (The Letter)
  - Joan Fontaine - Rebecca - La prima moglie (Rebecca)
  - Katharine Hepburn - Scandalo a Filadelfia (The Philadelphia Story)
  - Martha Scott - La nostra città (Our Town)
- 1942
  - Joan Fontaine - Il sospetto (Suspicion)
  - Bette Davis - Piccole volpi (The Little Foxes)
  - Olivia de Havilland - La porta d'oro (Hold Back the Dawn)
  - Greer Garson - Fiori nella polvere (Blossoms in the Dust)
  - Barbara Stanwyck - Colpo di fulmine (Ball of Fire)
- 1943
  - Greer Garson - La signora Miniver (Mrs. Miniver)
  - Bette Davis - Perdutamente tua (Now, Voyager)
  - Katharine Hepburn - La donna del giorno (Woman of the Year)
  - Rosalind Russell - Mia sorella Evelina (My Sister Eileen)
  - Teresa Wright - L'idolo delle folle (The Pride of the Yankees)
- 1944
  - Jennifer Jones - Bernadette (The Song of Bernadette)
  - Jean Arthur - Molta brigata vita beata (The More the Merrier)
  - Ingrid Bergman - Per chi suona la campana (For Whom the Bell Tolls)
  - Joan Fontaine - Il fiore che non colsi (The Constant Nymph)
  - Greer Garson - Madame Curie
- 1945
  - Ingrid Bergman - Angoscia (Gaslight)
  - Claudette Colbert - Da quando te ne andasti (Since You Went Away)
  - Bette Davis - La signora Skeffington (Mr. Skeffington)
  - Greer Garson - La signora Parkington (Mrs. Parkington)
  - Barbara Stanwyck - La fiamma del peccato (Double Indemnity)
- 1946
  - Joan Crawford - Il romanzo di Mildred (Mildred Pierce)
  - Ingrid Bergman - Le campane di Santa Maria (The Bells of St. Mary's)
  - Greer Garson - La valle del destino (The Valley of Decision)
  - Jennifer Jones - Gli amanti del sogno (Love Letters)
  - Gene Tierney - Femmina folle (Leave Her to Heaven)
- 1947
  - Olivia de Havilland - A ciascuno il suo destino (To Each His Own)
  - Celia Johnson - Breve incontro (Brief Encounter)
  - Jennifer Jones - Duello al sole (Duel in the Sun)
  - Rosalind Russell - L'angelo del dolore (Sister Kenny)
  - Jane Wyman - Il cucciolo (The Yearling)
- 1948
  - Loretta Young - La moglie celebre (The Farmer's Daughter)
  - Joan Crawford - Anime in delirio (Possessed)
  - Susan Hayward - Una donna distrusse (Smash-Up –The Story of a Woman)
  - Dorothy McGuire - Barriera invisibile (Gentleman's Agreement)
  - Rosalind Russell - Il lutto si addice ad Elettra (Mourning Becomes Electra)
- 1949
  - Jane Wyman - Johnny Belinda
  - Ingrid Bergman - Giovanna d'Arco (Joan of Arc)
  - Olivia de Havilland - La fossa dei serpenti (The Snake Pit)
  - Irene Dunne - Mamma ti ricordo (I Remember Mama)
  - Barbara Stanwyck - Il terrore corre sul filo (Sorry, Wrong Number)

### 1950
- 1950
  - Olivia de Havilland - L'ereditiera (The Heiress)
  - Jeanne Crain - Pinky, la negra bianca (Pinky)
  - Susan Hayward - Questo mio folle cuore (My Foolish Heart)
  - Deborah Kerr - Edoardo mio figlio (Edward, My Son)
  - Loretta Young - Le due suore (Come to the Stable)
- 1951
  - Judy Holliday - Nata ieri (Born Yesterday)
  - Anne Baxter - Eva contro Eva (All about Eve)
  - Bette Davis - Eva contro Eva (All about Eve)
  - Eleanor Parker - Prima colpa (Caged)
  - Gloria Swanson - Viale del tramonto (Sunset Blvd.)
- 1952
  - Vivien Leigh - Un tram che si chiama Desiderio (A Streetcar Named Desire)
  - Katharine Hepburn - La regina d'Africa (The African Queen)
  - Eleanor Parker - Pietà per i giusti (Detective Story)
  - Shelley Winters - Un posto al sole (A Place in the Sun)
  - Jane Wyman - Più forte dell'amore (The Blue Veil)
- 1953
  - Shirley Booth - Torna, piccola Sheba (Come Back, Little Sheba)
  - Joan Crawford - So che mi ucciderai (Sudden Fear)
  - Bette Davis - La diva (The Star)
  - Julie Harris - Il membro del matrimonio (The Member of the Wedding)
  - Susan Hayward - La dominatrice del destino (With a Song in My Heart)
- 1954
  - Audrey Hepburn - Vacanze romane (Roman Holiday)
  - Leslie Caron - Lili
  - Ava Gardner - Mogambo
  - Deborah Kerr - Da qui all'eternità (From Here to Eternity)
  - Maggie McNamara - La vergine sotto il tetto (The Moon Is Blue)
- 1955
  - Grace Kelly - La ragazza di campagna (The Country Girl)
  - Dorothy Dandridge - Carmen Jones
  - Judy Garland - È nata una stella (A Star Is Born)
  - Audrey Hepburn - Sabrina
  - Jane Wyman - Magnifica ossessione (Magnificent Obsession)
- 1956
  - Anna Magnani - La rosa tatuata (The Rose Tattoo)
  - Susan Hayward - Piangerò domani (I'll Cry Tomorrow)
  - Katharine Hepburn - Tempo d'estate (Summertime)
  - Jennifer Jones - L'amore è una cosa meravigliosa (Love Is a Many-Splendored Thing)
  - Eleanor Parker - Oltre il destino (Interrupted Melody)
- 1957
  - Ingrid Bergman - Anastasia
  - Carroll Baker - Baby Doll - La bambola viva (Baby Doll)
  - Katharine Hepburn - Il mago della pioggia (The Rainmaker)
  - Nancy Kelly - Il giglio nero (The Bad Seed)
  - Deborah Kerr - Il re ed io (The King and I)
- 1958
  - Joanne Woodward - La donna dai tre volti (The Three Faces of Eve)
  - Deborah Kerr - L'anima e la carne (Heaven Knows, Mr. Allison)
  - Anna Magnani - Selvaggio è il vento (Wild Is the Wind)
  - Elizabeth Taylor - L'albero della vita (Raintree County)
  - Lana Turner - I peccatori di Peyton (Peyton Place)
- 1959
  - Susan Hayward - Non voglio morire (I Want To Live!)
  - Deborah Kerr - Tavole separate (Separate Tables)
  - Shirley MacLaine - Qualcuno verrà (Some Came Running)
  - Rosalind Russell - La signora mia zia (Auntie Mame)
  - Elizabeth Taylor - La gatta sul tetto che scotta (Cat on a Hot Tin Roof)

### 1960
- 1960
  - Simone Signoret - La strada dei quartieri alti (Room at the Top)
  - Doris Day - Il letto racconta... (Pillow Talk)
  - Audrey Hepburn - La storia di una monaca (The Nun's Story)
  - Katharine Hepburn - Improvvisamente, l'estate scorsa (Suddenly, Last Summer)
  - Elizabeth Taylor - Improvvisamente, l'estate scorsa (Suddenly, Last Summer)
- 1961
  - Elizabeth Taylor - Venere in visone (Butterfield 8)
  - Greer Garson - Sunrise at Campobello
  - Deborah Kerr - I nomadi (The Sundowners)
  - Shirley MacLaine - L'appartamento (The Apartment)
  - Melina Merkouri - Mai di domenica (Pote tin Kyriaki)
- 1962
  - Sophia Loren - La ciociara
  - Audrey Hepburn - Colazione da Tiffany (Breakfast at Tiffany's)
  - Piper Laurie - Lo spaccone (The Hustler)
  - Geraldine Page - Estate e fumo (Summer and Smoke)
  - Natalie Wood - Splendore nell'erba (Splendor in the Grass)
- 1963
  - Anne Bancroft - Anna dei miracoli (The Miracle Worker)
  - Bette Davis - Che fine ha fatto Baby Jane? (What Ever Happened to Baby Jane?)
  - Katharine Hepburn - Il lungo viaggio verso la notte (Long Day's Journey into Night)
  - Geraldine Page - La dolce ala della giovinezza (Sweet Bird of Youth)
  - Lee Remick - I giorni del vino e delle rose (Days of Wine and Roses)
- 1964
  - Patricia Neal - Hud il selvaggio (Hud)
  - Leslie Caron - La stanza a forma di L (The L-Shaped Room)
  - Shirley MacLaine - Irma la dolce (Irma La Douce)
  - Rachel Roberts - Io sono un campione (This Sporting Life)
  - Natalie Wood - Strano incontro (Love with the Proper Stranger)
- 1965
  - Julie Andrews - Mary Poppins
  - Anne Bancroft - Frenesia del piacere (The Pumpkin Eater)
  - Sophia Loren - Matrimonio all'italiana
  - Debbie Reynolds - Voglio essere amata in un letto d'ottone (The Unsinkable Molly Brown)
  - Kim Stanley - Ventimila sterline per Amanda (Seance on a Wet Afternoon)
- 1966
  - Julie Christie - Darling
  - Julie Andrews - Tutti insieme appassionatamente (The Sound of Music)
  - Samantha Eggar - Il collezionista (The Collector)
  - Elizabeth Hartman - Incontro al Central Park (A Patch of Blue)
  - Simone Signoret - La nave dei folli (Ship of Fools)
- 1967
  - Elizabeth Taylor - Chi ha paura di Virginia Woolf? (Who's Afraid of Virginia Woolf?)
  - Anouk Aimée - Un uomo, una donna (Un homme et une femme)
  - Ida Kamińska - Il negozio al corso (Obchod na korze)
  - Lynn Redgrave - Georgy, svegliati (Georgy Girl)
  - Vanessa Redgrave - Morgan matto da legare (Morgan!)
- 1968
  - Katharine Hepburn - Indovina chi viene a cena? (Guess Who's Coming to Dinner)
  - Anne Bancroft - Il laureato (The Graduate)
  - Faye Dunaway - Gangster Story (Bonnie and Clyde)
  - Edith Evans - Bisbigli (The Whisperers)
  - Audrey Hepburn - Gli occhi della notte (Wait until Dark)
- 1969
  - Katharine Hepburn (ex aequo) - Il leone d'inverno (The Lion in Winter)
  - Barbra Streisand (ex aequo) - Funny Girl
  - Patricia Neal - La signora amava le rose (The Subject Was Roses)
  - Vanessa Redgrave - Isadora
  - Joanne Woodward - La prima volta di Jennifer (Rachel, Rachel)

### 1970
- 1970[1]
  - Maggie Smith - La strana voglia di Jean (The Prime of Miss Jean Brodie)
  - Geneviève Bujold - Anna dei mille giorni (Anne of the Thousand Days)
  - Jane Fonda - Non si uccidono così anche i cavalli? (They Shoot Horses, Don't They?)
  - Liza Minnelli - Pookie (The Sterile Cuckoo)
  - Jean Simmons - Lieto fine (The Happy Ending)
- 1971[2]
  - Glenda Jackson - Donne in amore (Women in Love)
  - Jane Alexander - Per salire più in basso (The Great White Hope)
  - Ali MacGraw - Love Story
  - Sarah Miles - La figlia di Ryan (Ryan's Daughter)
  - Carrie Snodgress - Diario di una casalinga inquieta (Diary of a Mad Housewife)
- 1972[3]
  - Jane Fonda - Una squillo per l'ispettore Klute (Klute)
  - Julie Christie - I compari (McCabe & Mrs. Miller)
  - Glenda Jackson - Domenica, maledetta domenica (Sunday Bloody Sunday)
  - Vanessa Redgrave - Maria Stuarda, regina di Scozia (Mary, Queen of Scots)
  - Janet Suzman - Nicola e Alessandra (Nicholas and Alexandra)
- 1973[4]
  - Liza Minnelli - Cabaret
  - Diana Ross - La signora del blues (Lady Sings the Blues)
  - Maggie Smith - In viaggio con la zia (Travels with My Aunt)
  - Cicely Tyson - Sounder
  - Liv Ullmann - Karl e Kristina (Utvandrarna)
- 1974[5]
  - Glenda Jackson - Un tocco di classe (A Touch of Class)
  - Marsha Mason - Un grande amore da 50 dollari (Cinderella Liberty)
  - Ellen Burstyn - L'esorcista (The Exorcist)
  - Barbra Streisand - Come eravamo (The Way We Were)
  - Joanne Woodward - Summer Wishes, Winter Dreams
- 1975[6]
  - Ellen Burstyn - Alice non abita più qui (Alice Doesn't Live Here Anymore)
  - Diahann Carroll - Claudine
  - Faye Dunaway - Chinatown
  - Valerie Perrine - Lenny
  - Gena Rowlands - Una moglie (A Woman under the Influence)
- 1976[7]
  - Louise Fletcher - Qualcuno volò sul nido del cuculo (One Flew over the Cuckoo's Nest)
  - Isabelle Adjani - Adele H. - Una storia d'amore (Histoire d'Adèle H.)
  - Ann-Margret - Tommy
  - Glenda Jackson - Il mistero della signora Gabler (Hedda)
  - Carol Kane - Hester Street
- 1977[8]
  - Faye Dunaway - Quinto potere (Network)
  - Marie-Christine Barrault - Cugino, cugina (Cousin, Cousine)
  - Talia Shire - Rocky
  - Sissy Spacek - Carrie - Lo sguardo di Satana (Carrie)
  - Liv Ullmann - L'immagine allo specchio (Ansikte mot ansikte)
- 1978[9]
  - Diane Keaton - Io e Annie (Annie Hall)
  - Anne Bancroft - Due vite, una svolta (The Turning Point)
  - Jane Fonda - Giulia (Julia)
  - Shirley MacLaine - Due vite, una svolta (The Turning Point)
  - Marsha Mason - Goodbye amore mio! (The Goodbye Girl)
- 1979[10]
  - Jane Fonda - Tornando a casa (Coming Home)
  - Ingrid Bergman - Sinfonia d'autunno (Autumn Sonata)
  - Ellen Burstyn - Lo stesso giorno, il prossimo anno (Same Time, Next Year)
  - Jill Clayburgh - Una donna tutta sola (An Unmarried Woman)

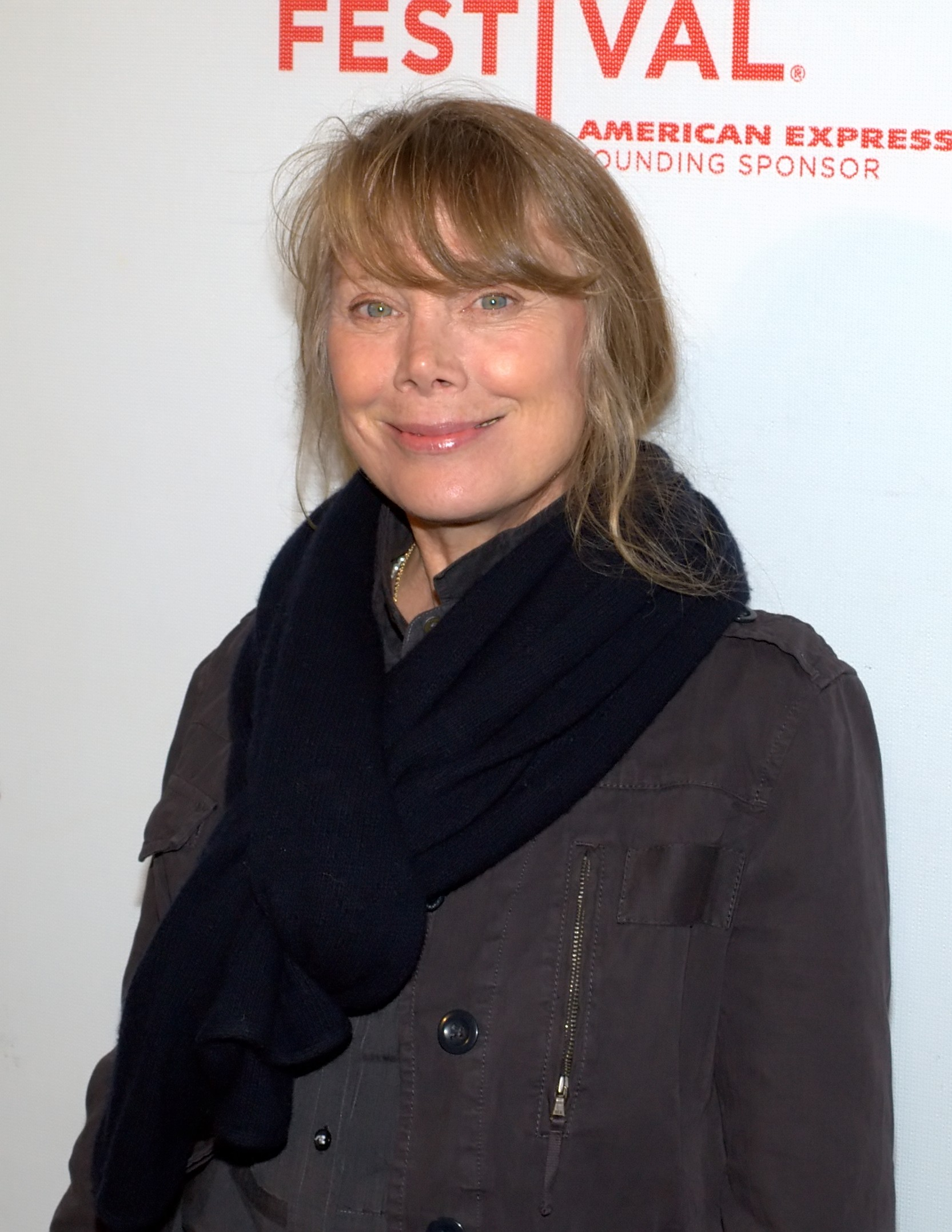
Con sei candidature nella categoria, Sissy Spacek ha vinto la statuetta per la sua interpretazione di Loretta Lynn ne La ragazza di Nashville (1980)

  - Geraldine Page - Interiors

### 1980
- 1980[11]
  - Sally Field - Norma Rae

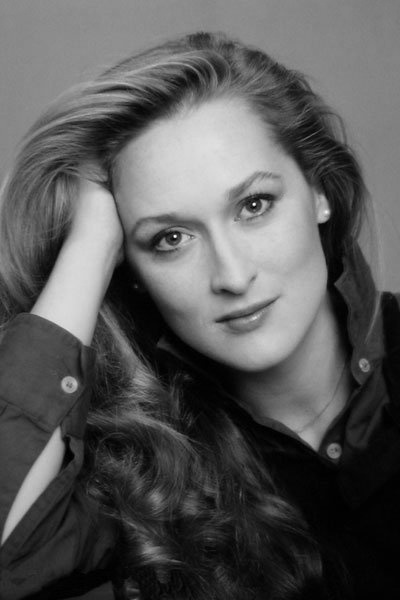
Meryl Streep, vincitrice nel 1983 e nel 2012.

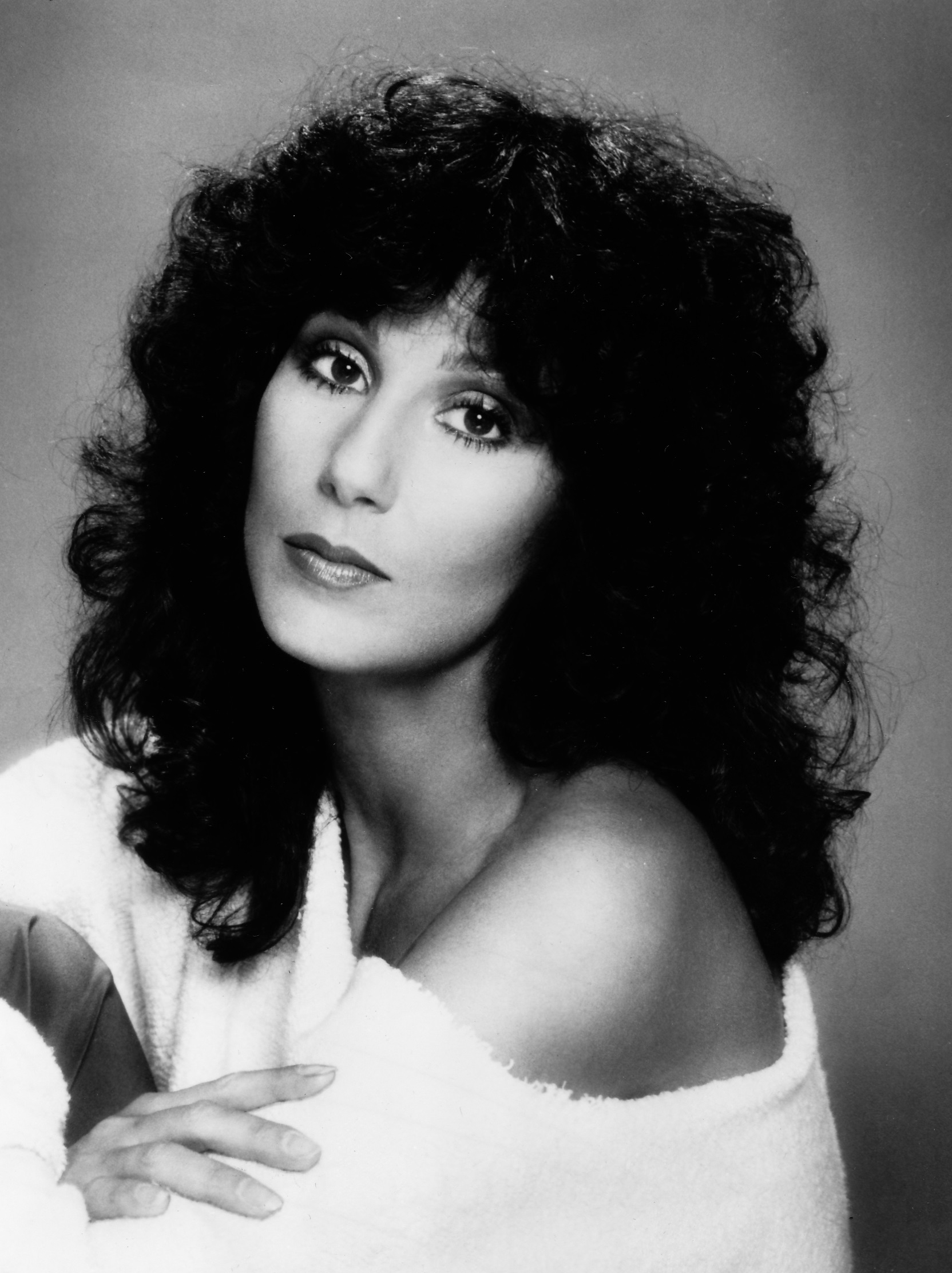
Cher, vincitrice nel 1988.

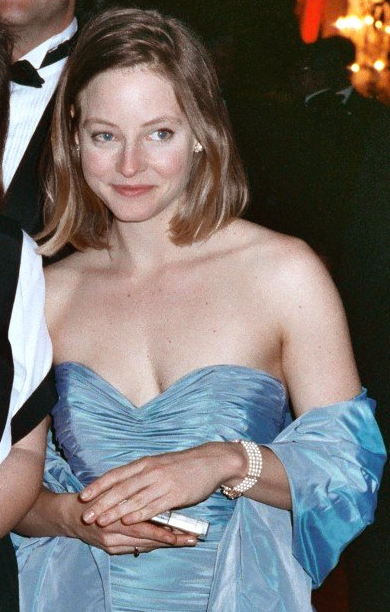
Jodie Foster, vincitrice nel 1989 e nel 1992.

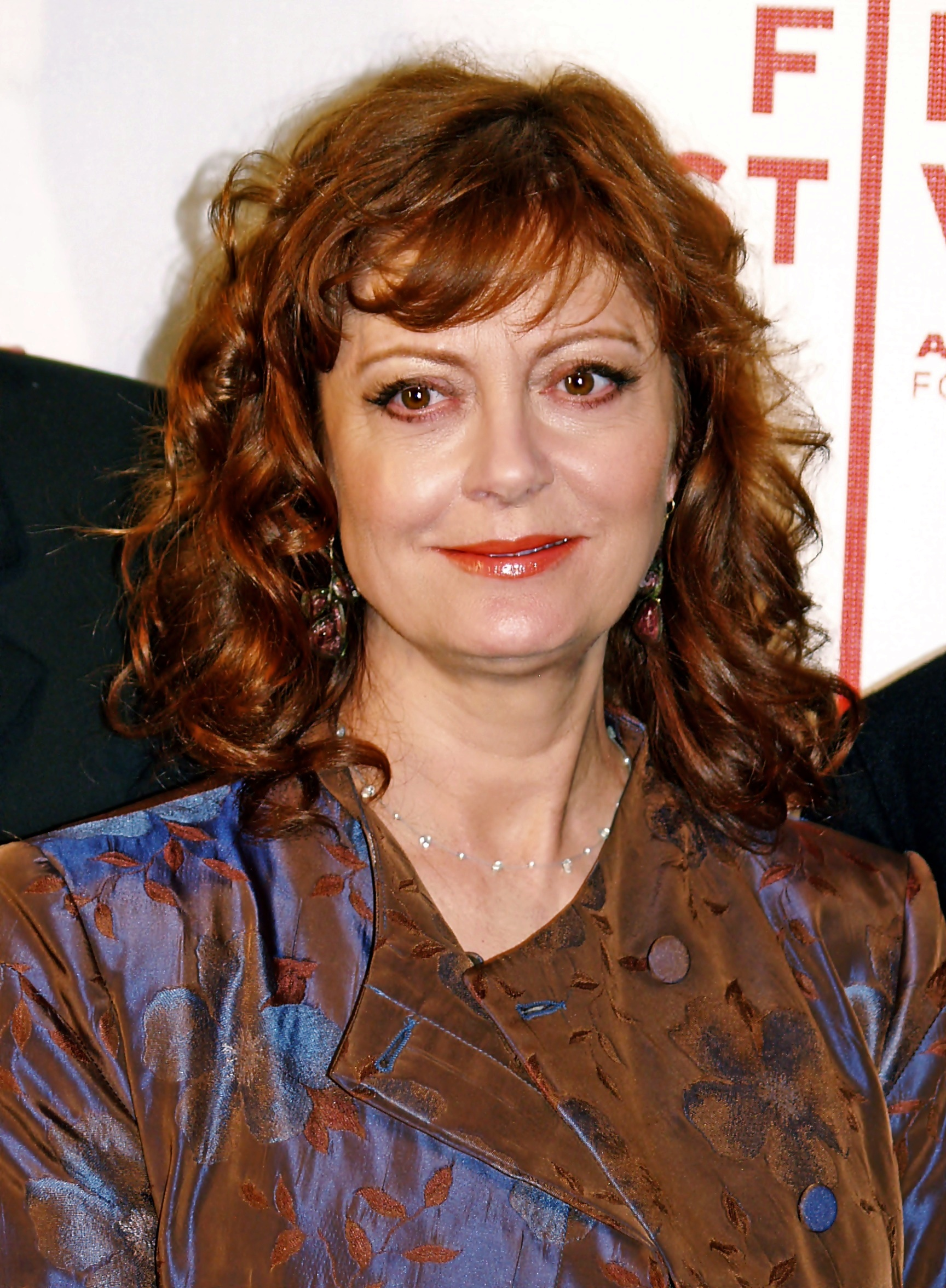
Susan Sarandon, vincitrice nel 1996.

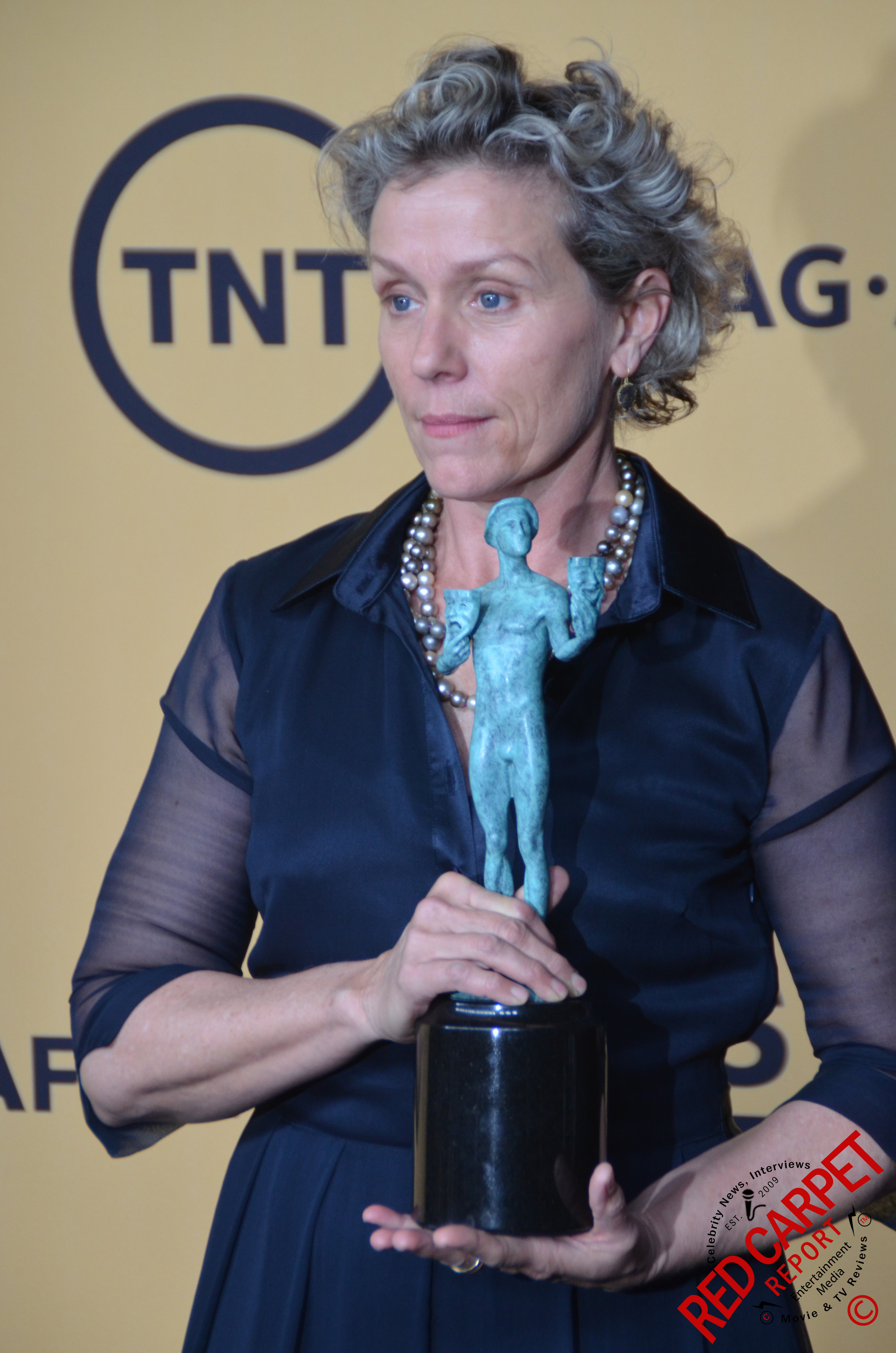
Frances McDormand, vincitrice nel 1997, nel 2018 e nel 2021.

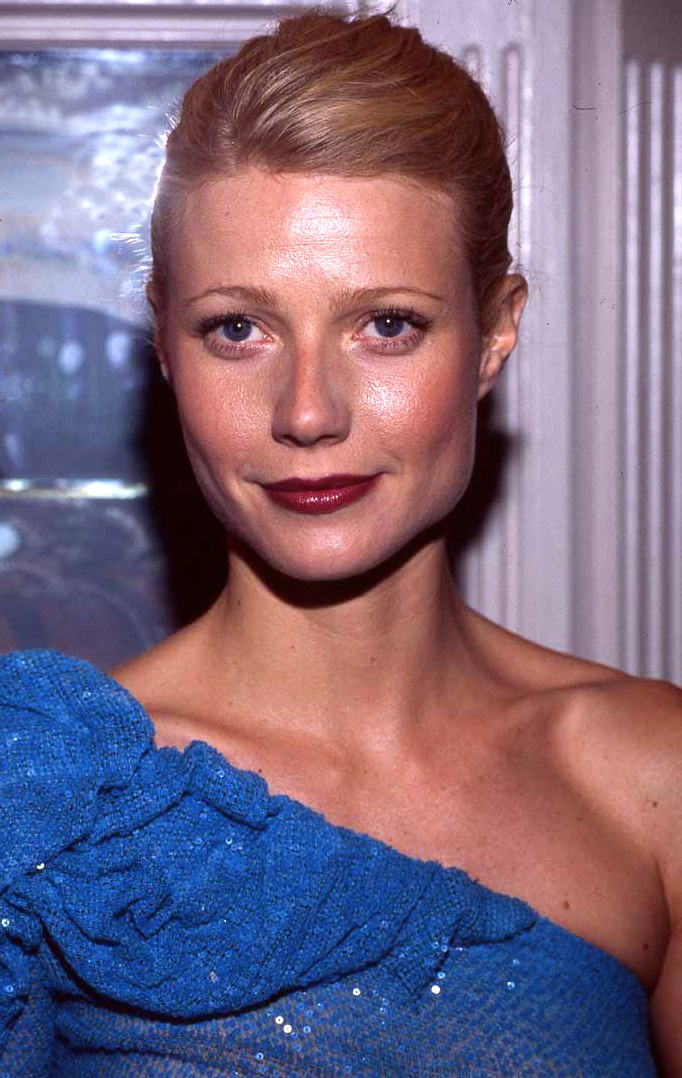
Gwyneth Paltrow, vincitrice nel 1999.

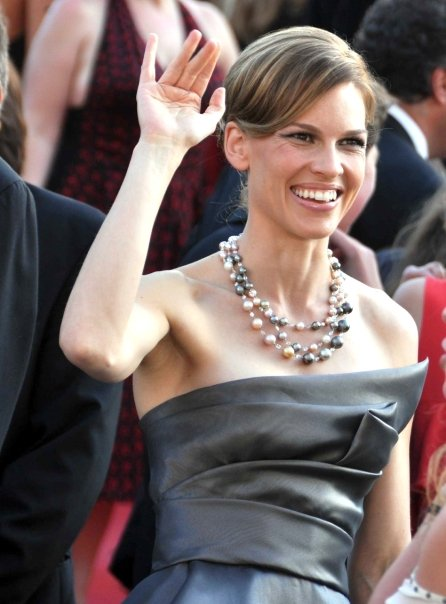
Hilary Swank, vincitrice nel 2000 e nel 2005.

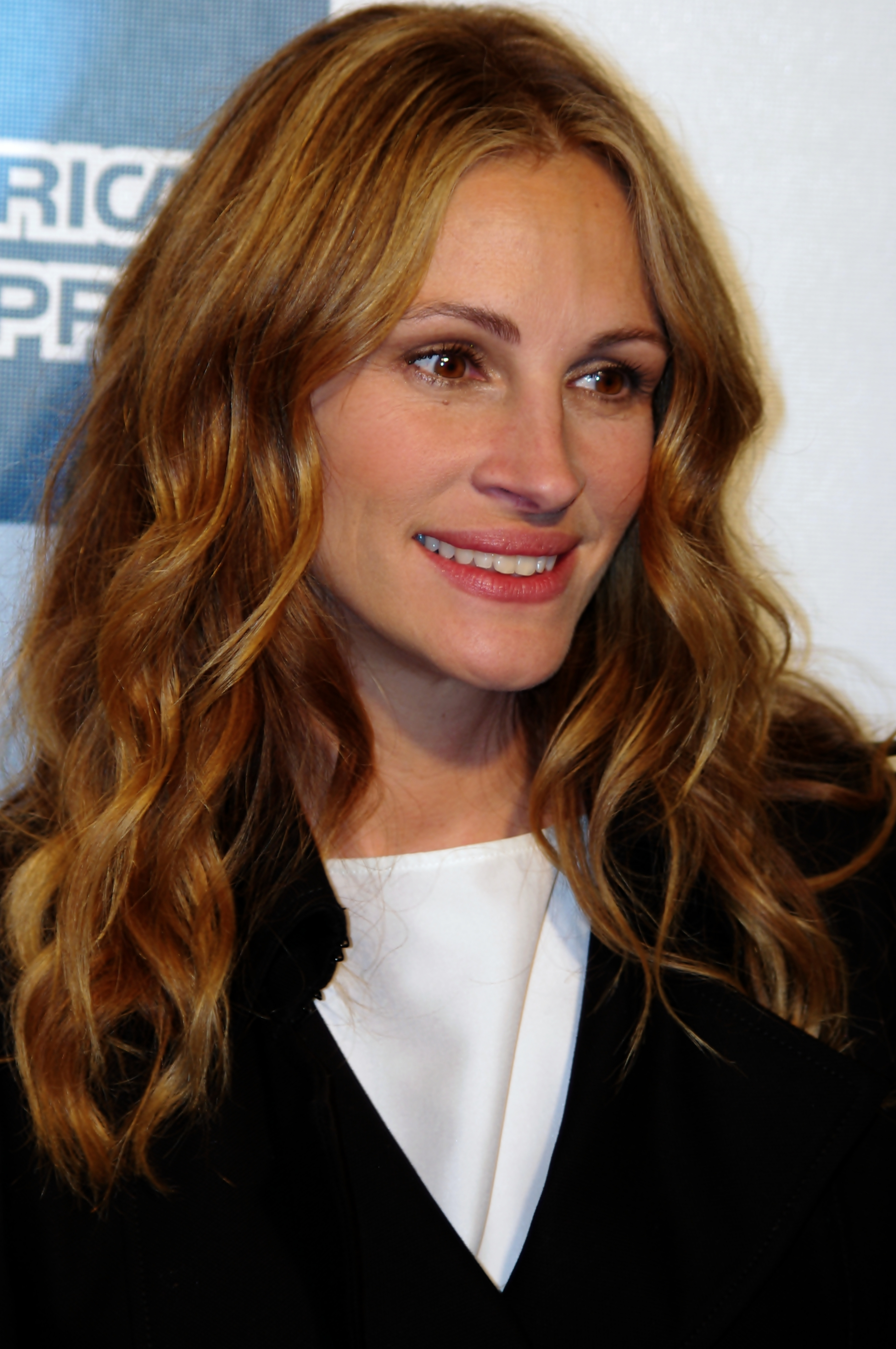
Julia Roberts, vincitrice nel 2001.

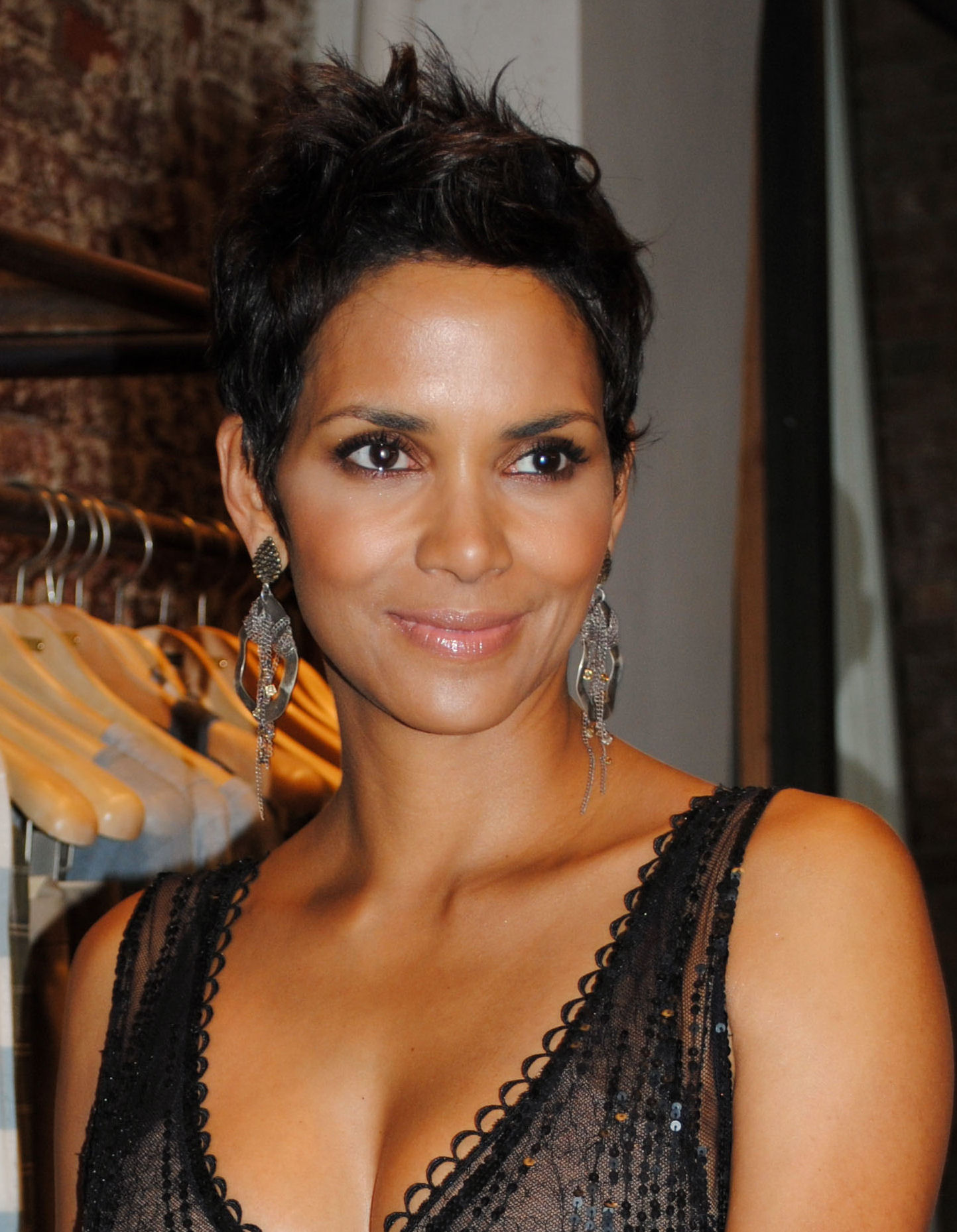
Halle Berry, vincitrice nel 2002.

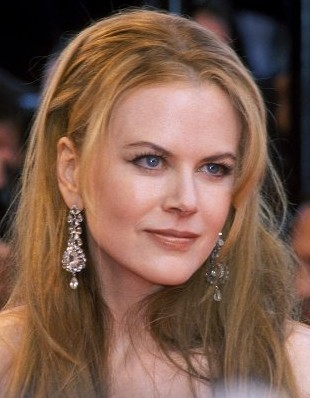
Nicole Kidman, vincitrice nel 2003.

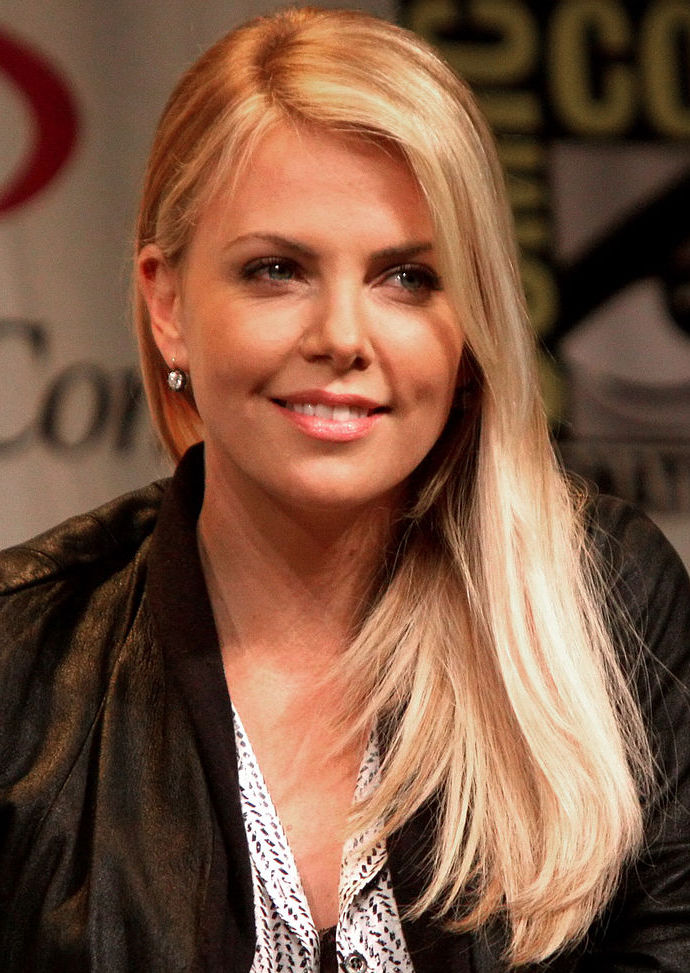
Charlize Theron, vincitrice nel 2004.

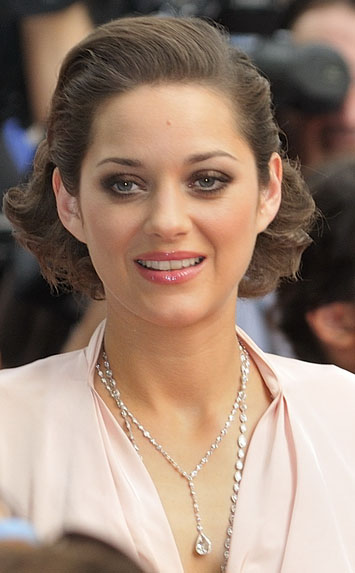
Marion Cotillard, vincitrice nel 2008.

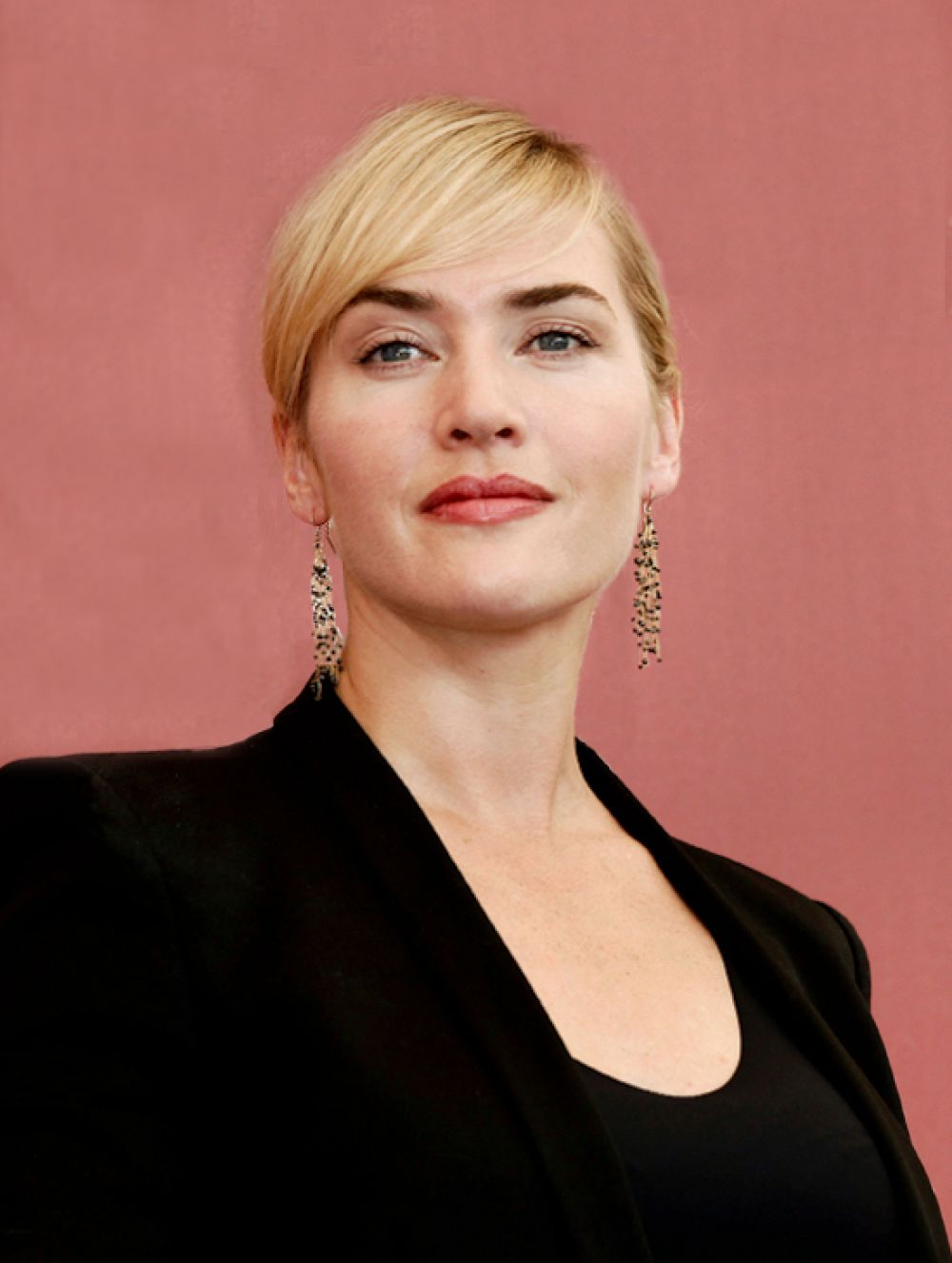
Kate Winslet, vincitrice nel 2009.

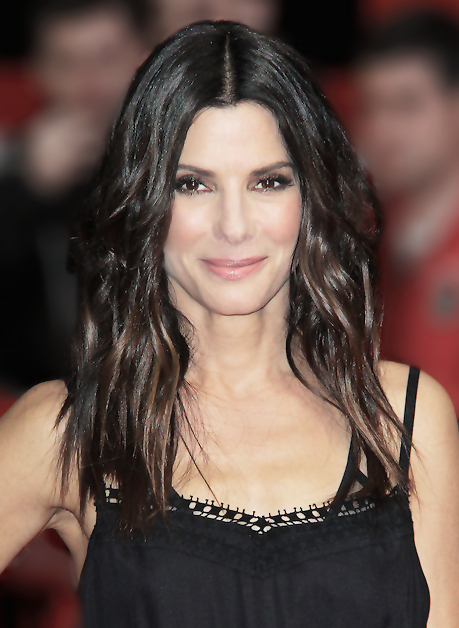
Sandra Bullock, vincitrice nel 2010.

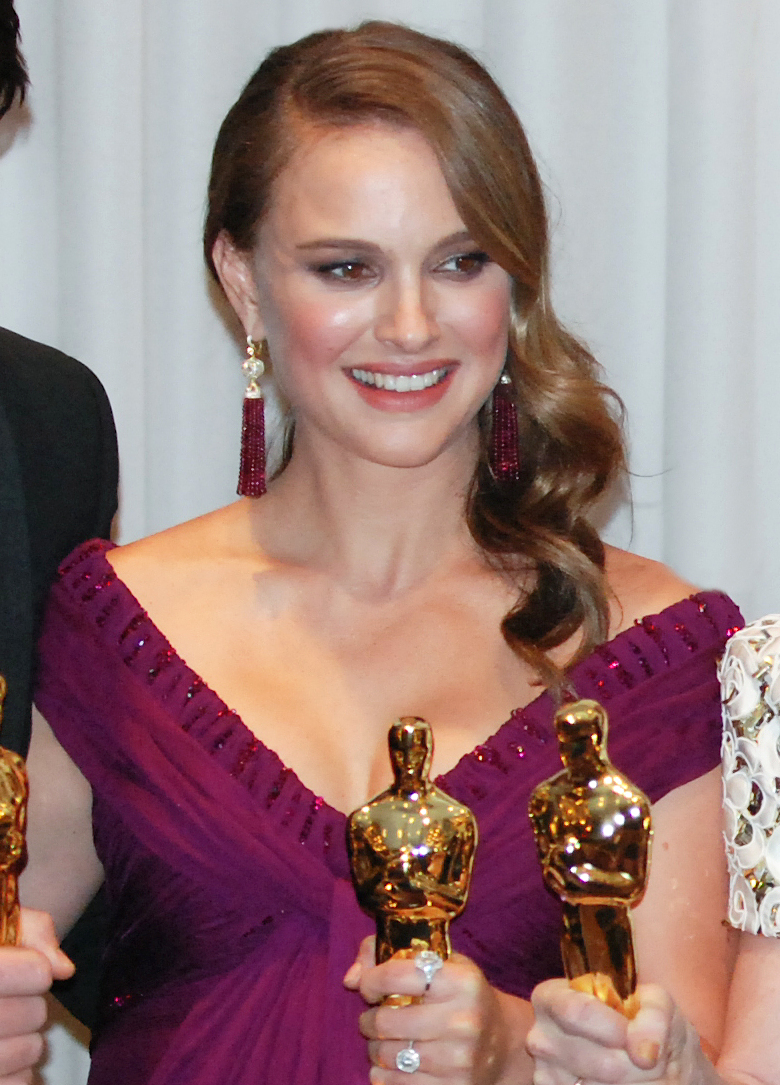
Natalie Portman, vincitrice nel 2011.

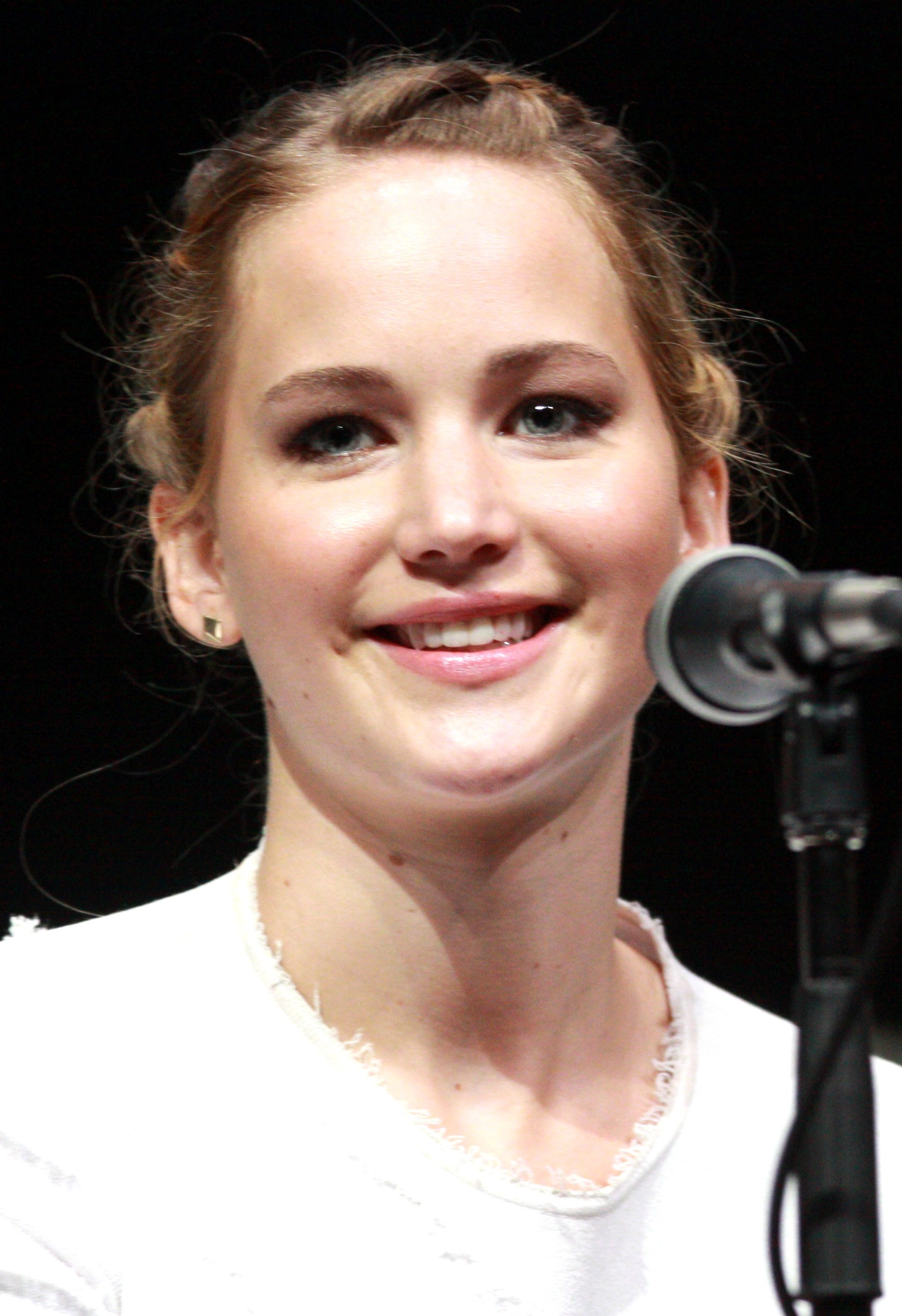
Jennifer Lawrence, vincitrice nel 2013.

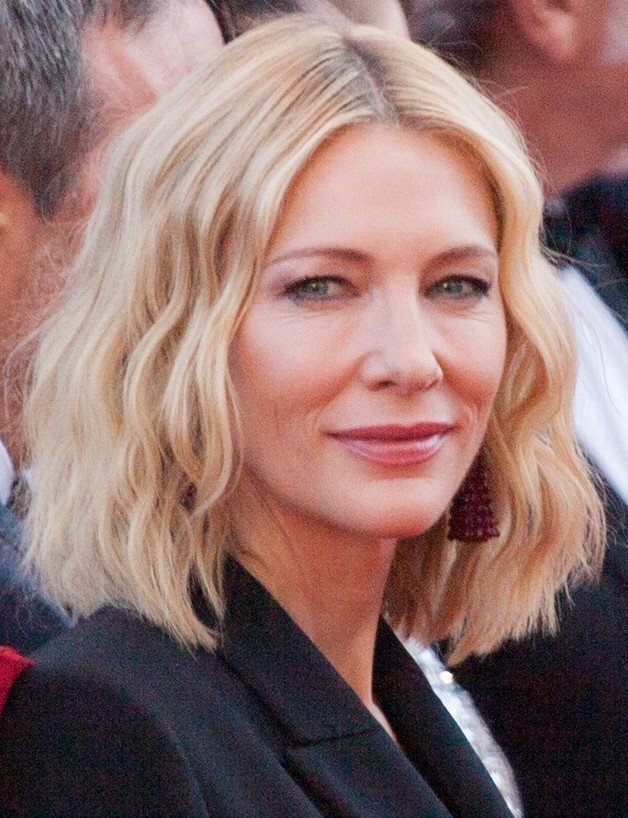
Cate Blanchett, vincitrice nel 2014.

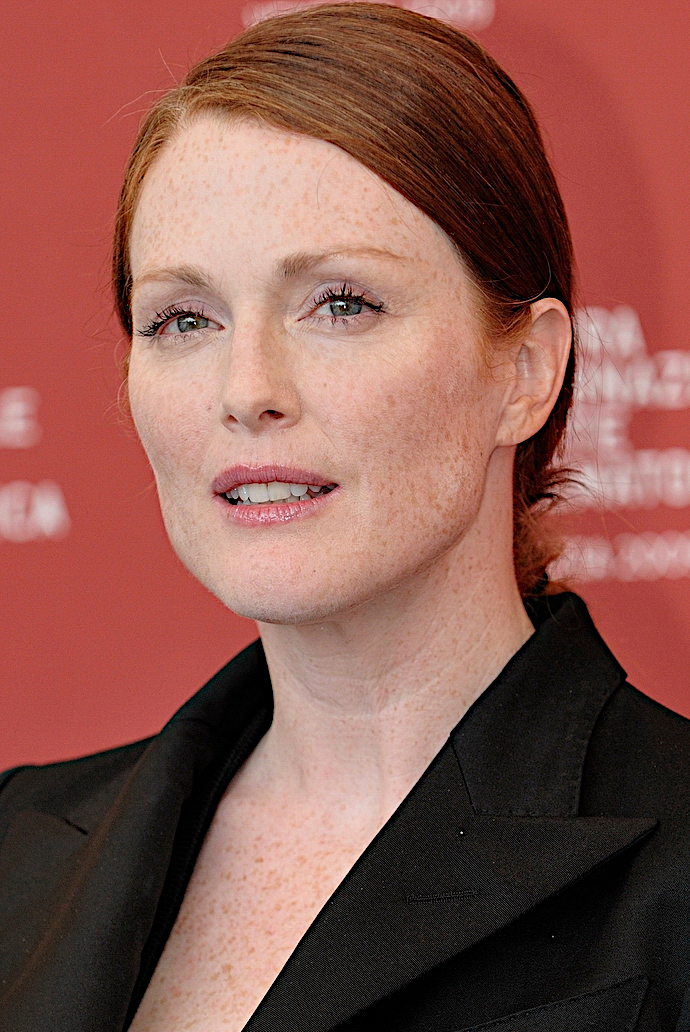
Julianne Moore, vincitrice nel 2015.

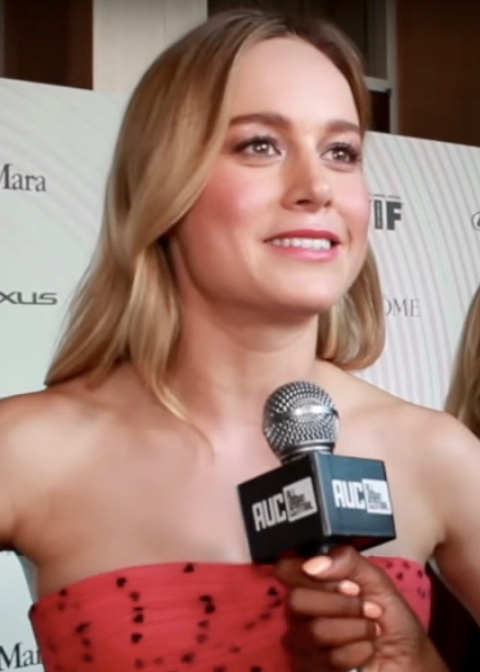
Brie Larson, vincitrice nel 2016.

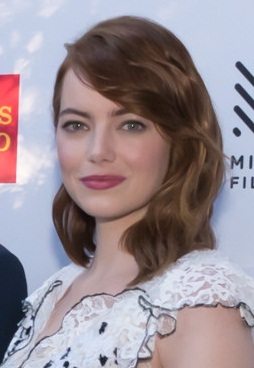
Emma Stone, vincitrice nel 2017 e nel 2024.

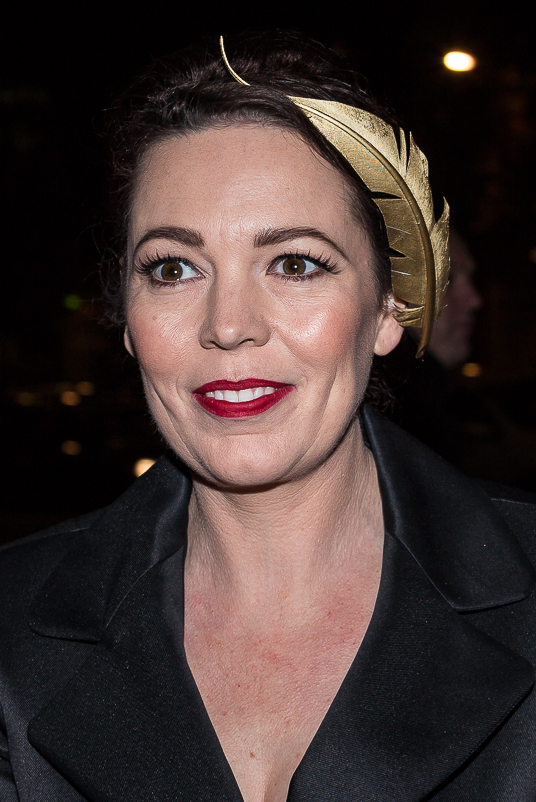
Olivia Colman, vincitrice nel 2019.

  - Jill Clayburgh - E ora: punto e a capo (Starting Over)
  - Jane Fonda - Sindrome cinese (The China Syndrome)
  - Marsha Mason - Capitolo secondo (Chapter Two)
  - Bette Midler - The Rose
- 1981[12]
  - Sissy Spacek - La ragazza di Nashville (Coal Miner's Daughter)
  - Ellen Burstyn - Resurrection
  - Goldie Hawn - Soldato Giulia agli ordini (Private Benjamin)
  - Mary Tyler Moore - Gente comune (Ordinary People)
  - Gena Rowlands - Una notte d'estate (Gloria) (Gloria)
- 1982[13]
  - Katharine Hepburn - Sul lago dorato (On Golden Pond)
  - Diane Keaton - Reds
  - Marsha Mason - Solo quando rido (Only When I Laugh)
  - Susan Sarandon - Atlantic City, U.S.A. (Atlantic City)
  - Meryl Streep - La donna del tenente francese (The French Lieutenant's Woman)
- 1983[14]
  - Meryl Streep - La scelta di Sophie (Sophie's Choice)
  - Julie Andrews - Victor Victoria
  - Jessica Lange - Frances
  - Sissy Spacek - Missing - Scomparso (Missing)
  - Debra Winger - Ufficiale e gentiluomo (An Officer and a Gentleman)
- 1984[15]
  - Shirley MacLaine - Voglia di tenerezza (Terms of Endearment)
  - Jane Alexander - Testament
  - Meryl Streep - Silkwood
  - Julie Walters - Rita, Rita, Rita (Educating Rita)
  - Debra Winger - Voglia di tenerezza (Terms of Endearment)
- 1985[16]
  - Sally Field - Le stagioni del cuore (Places in the Heart)
  - Judy Davis - Passaggio in India (A Passage to India)
  - Jessica Lange - Country
  - Vanessa Redgrave - I bostoniani (The Bostonians)
  - Sissy Spacek - Il fiume dell'ira (The River)
- 1986[17]
  - Geraldine Page - In viaggio verso Bountiful (The Trip to Bountiful)
  - Anne Bancroft - Agnese di Dio (Agnes of God)
  - Whoopi Goldberg - Il colore viola (The Color Purple)
  - Jessica Lange - Sweet Dreams
  - Meryl Streep - La mia Africa (Out of Africa)
- 1987[18]
  - Marlee Matlin - Figli di un dio minore (Children of a Lesser God)
  - Jane Fonda - Il mattino dopo (The Morning After)
  - Sissy Spacek - Crimini del cuore (Crimes of the Heart)
  - Kathleen Turner - Peggy Sue si è sposata (Peggy Sue Got Married)
  - Sigourney Weaver - Aliens - Scontro finale (Aliens)
- 1988[19]
  - Cher - Stregata dalla luna (Moonstruck)
  - Glenn Close - Attrazione fatale (Fatal Attraction)
  - Holly Hunter - Dentro la notizia - Broadcast News (Broadcast News)
  - Sally Kirkland - Anna
  - Meryl Streep - Ironweed
- 1989[20]
  - Jodie Foster - Sotto accusa (The Accused)
  - Glenn Close - Le relazioni pericolose (Dangerous Liaisons)
  - Melanie Griffith - Una donna in carriera (Working Girl)
  - Meryl Streep - Un grido nella notte (A Cry in the Dark)
  - Sigourney Weaver - Gorilla nella nebbia (Gorillas in the Mist: The Story of Dian Fossey)

### 1990
- 1990[21]
  - Jessica Tandy - A spasso con Daisy (Driving Miss Daisy)
  - Isabelle Adjani - Camille Claudel
  - Pauline Collins - Shirley Valentine - La mia seconda vita (Shirley Valentine)
  - Jessica Lange - Music Box - Prova d'accusa (Music Box)
  - Michelle Pfeiffer - I favolosi Baker (The Fabulous Baker Boys)
- 1991[22]
  - Kathy Bates - Misery non deve morire (Misery)
  - Anjelica Huston - Rischiose abitudini (The Grifters)
  - Julia Roberts - Pretty Woman
  - Meryl Streep - Cartoline dall'inferno (Postcards From the Edge)
  - Joanne Woodward - Mr. & Mrs. Bridge
- 1992[23]
  - Jodie Foster - Il silenzio degli innocenti (The Silence of the Lambs)
  - Geena Davis - Thelma & Louise
  - Laura Dern - Rosa Scompiglio e i suoi amanti (Rambling Rose)
  - Bette Midler - Giorni di gloria... giorni d'amore (For the Boys)
  - Susan Sarandon - Thelma & Louise
- 1993[24]
  - Emma Thompson - Casa Howard (Howards End)
  - Catherine Deneuve - Indocina (Indochine)
  - Mary McDonnell - Amori e amicizie (Passion Fish)
  - Michelle Pfeiffer - Due sconosciuti, un destino (Love Field)
  - Susan Sarandon - L'olio di Lorenzo (Lorenzo's Oil)
- 1994[25]
  - Holly Hunter - Lezioni di piano (The Piano)
  - Angela Bassett - Tina - What's Love Got to Do with It (What's Love Got to Do with It)
  - Stockard Channing - 6 gradi di separazione (Six Degrees of Separation)
  - Emma Thompson - Quel che resta del giorno (The Remains of the Day)
  - Debra Winger - Viaggio in Inghilterra (Shadowlands)
- 1995[26]
  - Jessica Lange - Blue Sky
  - Jodie Foster - Nell
  - Miranda Richardson – Tom & Viv - Nel bene, nel male, per sempre (Tom & Viv)
  - Winona Ryder - Piccole donne (Little Women)
  - Susan Sarandon - Il cliente (The Client)
- 1996[27]
  - Susan Sarandon - Dead Man Walking - Condannato a morte (Dead Man Walking)
  - Elisabeth Shue – Via da Las Vegas (Leaving Las Vegas)
  - Sharon Stone - Casinò (Casino)
  - Meryl Streep - I ponti di Madison County (The Bridges of Madison County)
  - Emma Thompson - Ragione e sentimento (Sense and Sensibility)
- 1997[28]
  - Frances McDormand - Fargo
  - Brenda Blethyn - Segreti e bugie (Secrets and Lies)
  - Diane Keaton - La stanza di Marvin (Marvin's Room)
  - Kristin Scott Thomas – Il paziente inglese (The English Patient)
  - Emily Watson - Le onde del destino (Breaking the Waves)
- 1998[29]
  - Helen Hunt - Qualcosa è cambiato (As Good as It Gets)
  - Helena Bonham Carter - Le ali dell'amore (The Wings of the Dove)
  - Julie Christie - Afterglow
  - Judi Dench - La mia regina (Mrs. Brown)
  - Kate Winslet - Titanic
- 1999[30]
  - Gwyneth Paltrow - Shakespeare in Love
  - Cate Blanchett - Elizabeth
  - Fernanda Montenegro - Central do Brasil
  - Meryl Streep - La voce dell'amore (One True Thing)
  - Emily Watson - Hilary e Jackie (Hilary and Jackie)

### 2000
- 2000[31]
  - Hilary Swank - Boys Don't Cry
  - Annette Bening - American Beauty
  - Janet McTeer - In cerca d'amore (Tumbleweeds)
  - Julianne Moore - Fine di una storia (The End of the Affair)
  - Meryl Streep - La musica del cuore (Music of the Heart)
- 2001[32]
  - Julia Roberts - Erin Brockovich - Forte come la verità (Erin Brockovich)
  - Joan Allen - The Contender
  - Juliette Binoche - Chocolat
  - Ellen Burstyn - Requiem for a Dream
  - Laura Linney - Conta su di me (You Can Count on Me)
- 2002[33]
  - Halle Berry - Monster's Ball - L'ombra della vita (Monster's Ball)
  - Judi Dench - Iris - Un amore vero (Iris)
  - Nicole Kidman - Moulin Rouge!
  - Sissy Spacek - In the Bedroom
  - Renée Zellweger - Il diario di Bridget Jones (Bridget Jones's Diary)
- 2003[34]
  - Nicole Kidman - The Hours
  - Salma Hayek - Frida
  - Diane Lane - L'amore infedele - Unfaithful (Unfaithful)
  - Julianne Moore - Lontano dal paradiso (Far from Heaven)
  - Renée Zellweger - Chicago
- 2004[35]
  - Charlize Theron - Monster
  - Keisha Castle-Hughes - La ragazza delle balene (Whale Rider)
  - Diane Keaton - Tutto può succedere - Something's Gotta Give (Something's Gotta Give)
  - Samantha Morton - In America - Il sogno che non c'era (In America)
  - Naomi Watts - 21 grammi (21 Grams)
- 2005[36]
  - Hilary Swank - Million Dollar Baby
  - Annette Bening - La diva Julia - Being Julia (Being Julia)
  - Catalina Sandino Moreno - Maria Full of Grace
  - Imelda Staunton - Il segreto di Vera Drake (Vera Drake)
  - Kate Winslet - Se mi lasci ti cancello (Eternal Sunshine of the Spotless Mind )
- 2006[37]
  - Reese Witherspoon - Quando l'amore brucia l'anima - Walk the Line (Walk the Line)
  - Judi Dench - Lady Henderson presenta (Mrs. Henderson Presents)
  - Felicity Huffman - Transamerica
  - Keira Knightley - Orgoglio e pregiudizio (Pride & Prejudice)
  - Charlize Theron - North Country - Storia di Josey (North Country)
- 2007[38]
  - Helen Mirren - The Queen - La regina (The Queen)
  - Penélope Cruz - Volver - Tornare (Volver)
  - Judi Dench - Diario di uno scandalo (Notes on a Scandal)
  - Meryl Streep - Il diavolo veste Prada (The Devil Wears Prada)
  - Kate Winslet - Little Children
- 2008[39]
  - Marion Cotillard - La Vie en rose (La Môme)
  - Cate Blanchett - Elizabeth: The Golden Age (Elizabeth: The Golden Age)
  - Julie Christie - Away from Her - Lontano da lei (Away from Her)
  - Laura Linney - La famiglia Savage (The Savages)
  - Ellen Page - Juno
- 2009[40]
  - Kate Winslet - The Reader - A voce alta (The Reader)
  - Anne Hathaway - Rachel sta per sposarsi (Rachel Getting Married)
  - Angelina Jolie - Changeling
  - Melissa Leo - Frozen River - Fiume di ghiaccio (Frozen River)
  - Meryl Streep - Il dubbio (Doubt)

### 2010
- 2010[41]
  - Sandra Bullock - The Blind Side
  - Helen Mirren - The Last Station
  - Carey Mulligan - An Education
  - Gabourey Sidibe - Precious
  - Meryl Streep - Julie & Julia
- 2011[42]
  - Natalie Portman - Il cigno nero (Black Swan)
  - Annette Bening - I ragazzi stanno bene (The Kids Are All Right)
  - Nicole Kidman - Rabbit Hole
  - Jennifer Lawrence - Un gelido inverno (Winter's Bone)
  - Michelle Williams - Blue Valentine
- 2012[43]
  - Meryl Streep - The Iron Lady
  - Glenn Close - Albert Nobbs
  - Viola Davis - The Help
  - Rooney Mara - Millennium - Uomini che odiano le donne (The Girl with the Dragon Tattoo)
  - Michelle Williams - Marilyn (My Week with Marilyn)
- 2013[44]
  - Jennifer Lawrence - Il lato positivo - Silver Linings Playbook (Silver Linings Playbook)
  - Jessica Chastain - Zero Dark Thirty
  - Emmanuelle Riva - Amour
  - Quvenzhané Wallis - Re della terra selvaggia (Beasts of the Southern Wild)
  - Naomi Watts - The Impossible
- 2014[45]
  - Cate Blanchett - Blue Jasmine
  - Amy Adams - American Hustle - L'apparenza inganna (American Hustle)
  - Sandra Bullock - Gravity
  - Judi Dench - Philomena
  - Meryl Streep - I segreti di Osage County (August: Osage County)
- 2015[46]
  - Julianne Moore - Still Alice
  - Marion Cotillard - Due giorni, una notte (Deux jours, une nuit)
  - Felicity Jones - La teoria del tutto (The Theory of Everything)
  - Rosamund Pike - L'amore bugiardo - Gone Girl (Gone Girl)
  - Reese Witherspoon - Wild
- 2016[47]
  - Brie Larson - Room
  - Cate Blanchett - Carol
  - Jennifer Lawrence - Joy
  - Charlotte Rampling - 45 anni (45 Years)
  - Saoirse Ronan - Brooklyn
- 2017[48]
  - Emma Stone - La La Land
  - Isabelle Huppert - Elle
  - Ruth Negga - Loving - L'amore deve nascere libero (Loving)
  - Natalie Portman - Jackie
  - Meryl Streep - Florence (Florence Foster Jerkins)
- 2018[49]
  - Frances McDormand - Tre manifesti a Ebbing, Missouri (Three Billboards Outside Ebbing, Missouri)
  - Sally Hawkins - La forma dell'acqua - The Shape of Water (The Shape of Water)
  - Margot Robbie - Tonya (I, Tonya)
  - Saoirse Ronan - Lady Bird
  - Meryl Streep - The Post
- 2019
  - Olivia Colman - La favorita (The Favourite)
  - Yalitza Aparicio - Roma
  - Glenn Close - The Wife - Vivere nell'ombra (The Wife)
  - Lady Gaga - A Star Is Born
  - Melissa McCarthy - Copia originale (Can You Ever Forgive Me?)

### 2020
- 2020[50]
  - Renée Zellweger - Judy
  - Cynthia Erivo - Harriet

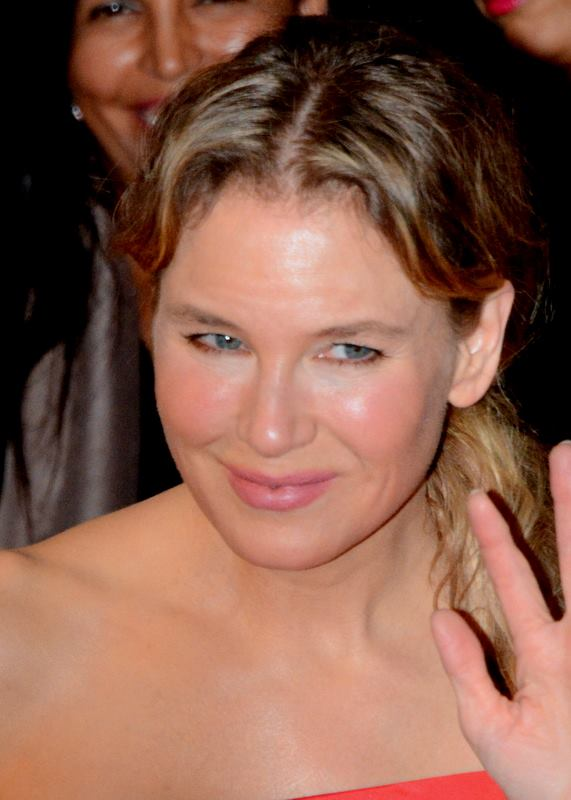
Renée Zellweger, vincitrice nel 2020.

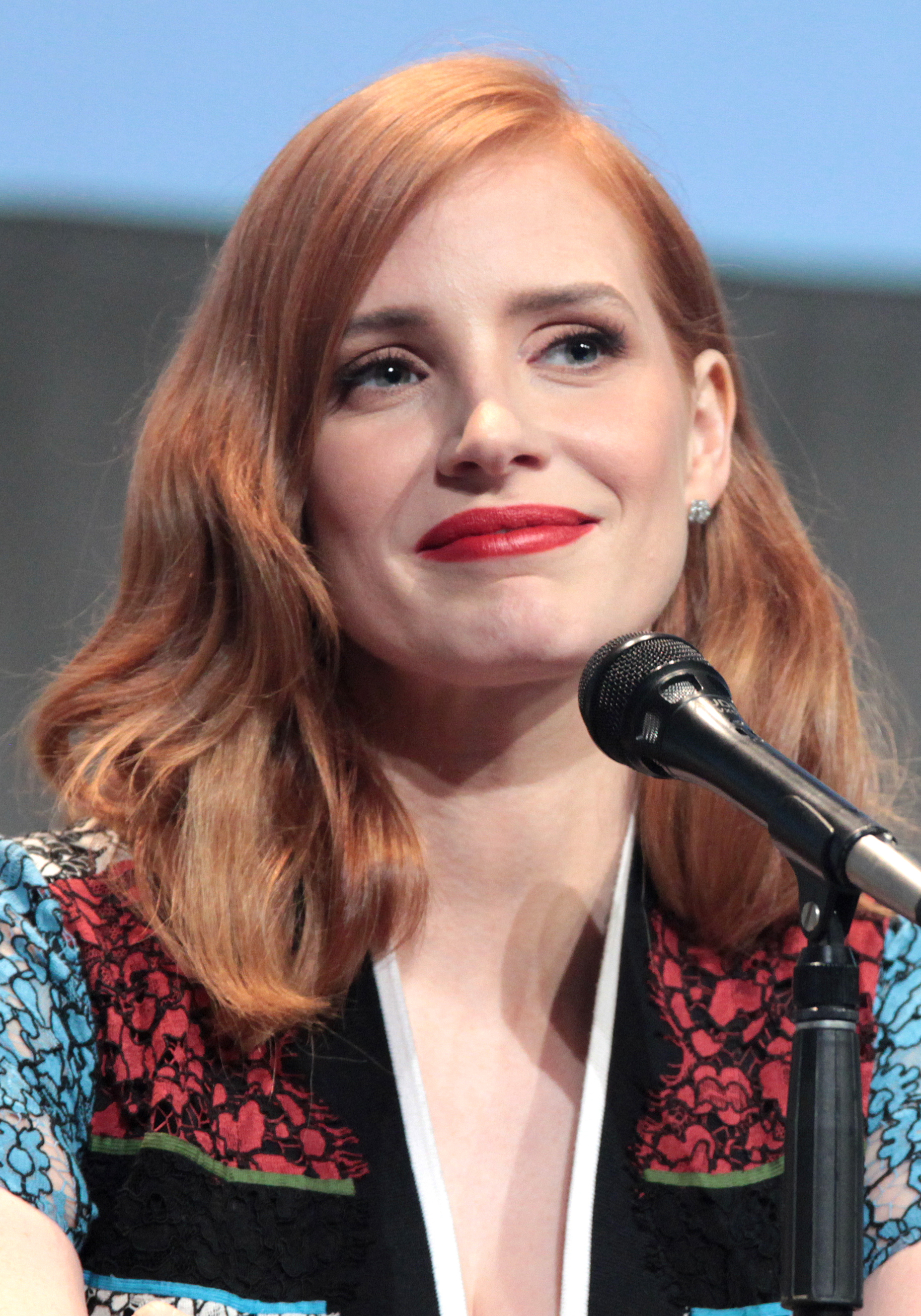
Jessica Chastain, vincitrice nel 2022.

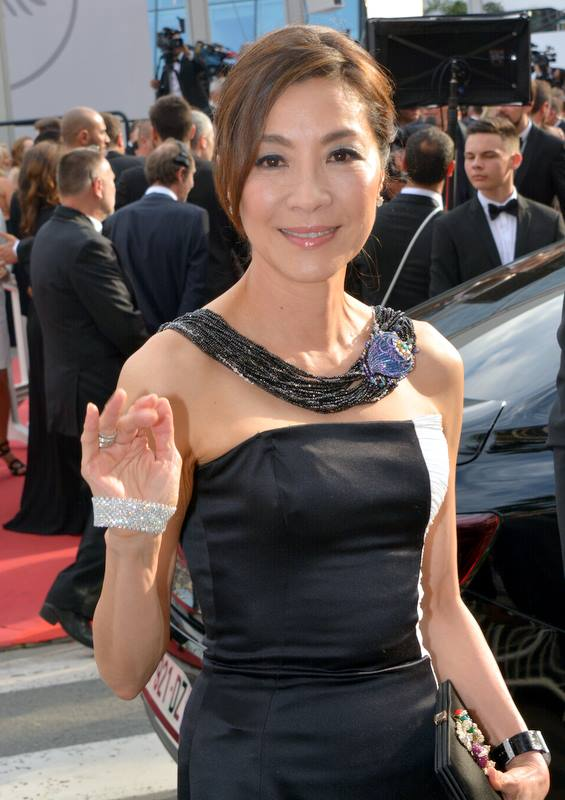
Michelle Yeoh, vincitrice nel 2023.

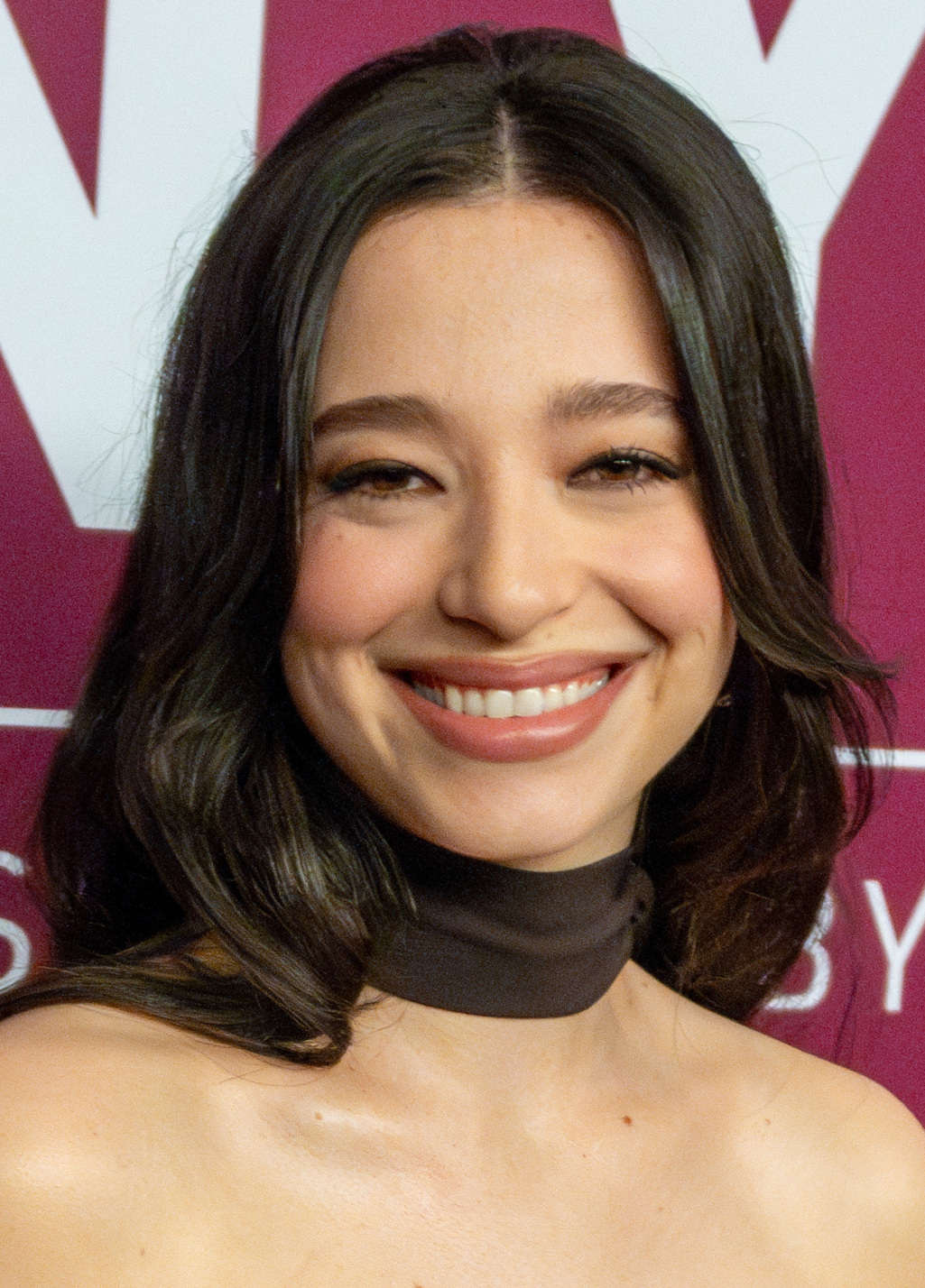
Mikey Madison, vincitrice nel 2025.

  - Scarlett Johansson - Storia di un matrimonio (Marriage Story)
  - Saoirse Ronan - Piccole donne (Little Women)
  - Charlize Theron - Bombshell - La voce dello scandalo (Bombshell)
- 2021[51]
  - Frances McDormand - Nomadland
  - Viola Davis - Ma Rainey's Black Bottom
  - Andra Day - Gli Stati Uniti contro Billie Holiday (The United States vs. Billie Holiday)
  - Vanessa Kirby - Pieces of a Woman
  - Carey Mulligan - Una donna promettente (Promising Young Woman
- 2022[52]
  - Jessica Chastain - Gli occhi di Tammy Faye (The Eyes of Tammy Faye)
  - Olivia Colman - La figlia oscura (The Lost Daughter)
  - Penélope Cruz - Madres paralelas
  - Nicole Kidman - A proposito dei Ricardo (Being the Ricardos)
  - Kristen Stewart - Spencer
- 2023[53]
  - Michelle Yeoh - Everything Everywhere All at Once
  - Cate Blanchett - Tár
  - Ana de Armas - Blonde
  - Andrea Riseborough - To Leslie
  - Michelle Williams - The Fabelmans
- 2024[54]
  - Emma Stone - Povere creature! - (Poor Things)
  - Annette Bening - Nyad - Oltre l'oceano (Nyad)
  - Lily Gladstone - Killers of the Flower Moon
  - Sandra Hüller - Anatomia di una caduta (Anatomie d'une chute)
  - Carey Mulligan - Maestro
- 2025[55]
  - Mikey Madison - Anora
  - Cynthia Erivo - Wicked (Wicked: Part I)
  - Karla Sofía Gascón - Emilia Pérez
  - Demi Moore - The Substance
  - Fernanda Torres - Io sono ancora qui (Ainda Estou Aqui)

## Statistiche

### Attrici con due o più premi in questa categoria
- 4 - Katharine Hepburn
- 3 - Frances McDormand
- 2 - Ingrid Bergman
- 2 - Bette Davis
- 2 - Olivia de Havilland
- 2 - Sally Field
- 2 - Jane Fonda
- 2 - Jodie Foster
- 2 - Glenda Jackson
- 2 - Vivien Leigh
- 2 - Luise Rainer
- 2 - Emma Stone
- 2 - Meryl Streep
- 2 - Hilary Swank
- 2 - Elizabeth Taylor

### Attrici con cinque o più candidature in questa categoria
- 17 - Meryl Streep
- 12 - Katharine Hepburn
- 11 - Bette Davis
- 7 - Greer Garson
- 6 - Ingrid Bergman
- 6 - Jane Fonda
- 6 - Deborah Kerr
- 6 - Norma Shearer
- 6 - Sissy Spacek
- 5 - Anne Bancroft
- 5 - Cate Blanchett
- 5 - Ellen Burstyn
- 5 - Judi Dench
- 5 - Irene Dunne
- 5 - Susan Hayward
- 5 - Audrey Hepburn
- 5 - Jessica Lange
- 5 - Shirley MacLaine
- 5 - Susan Sarandon
- 5 - Elizabeth Taylor